# Arte románico auvernés

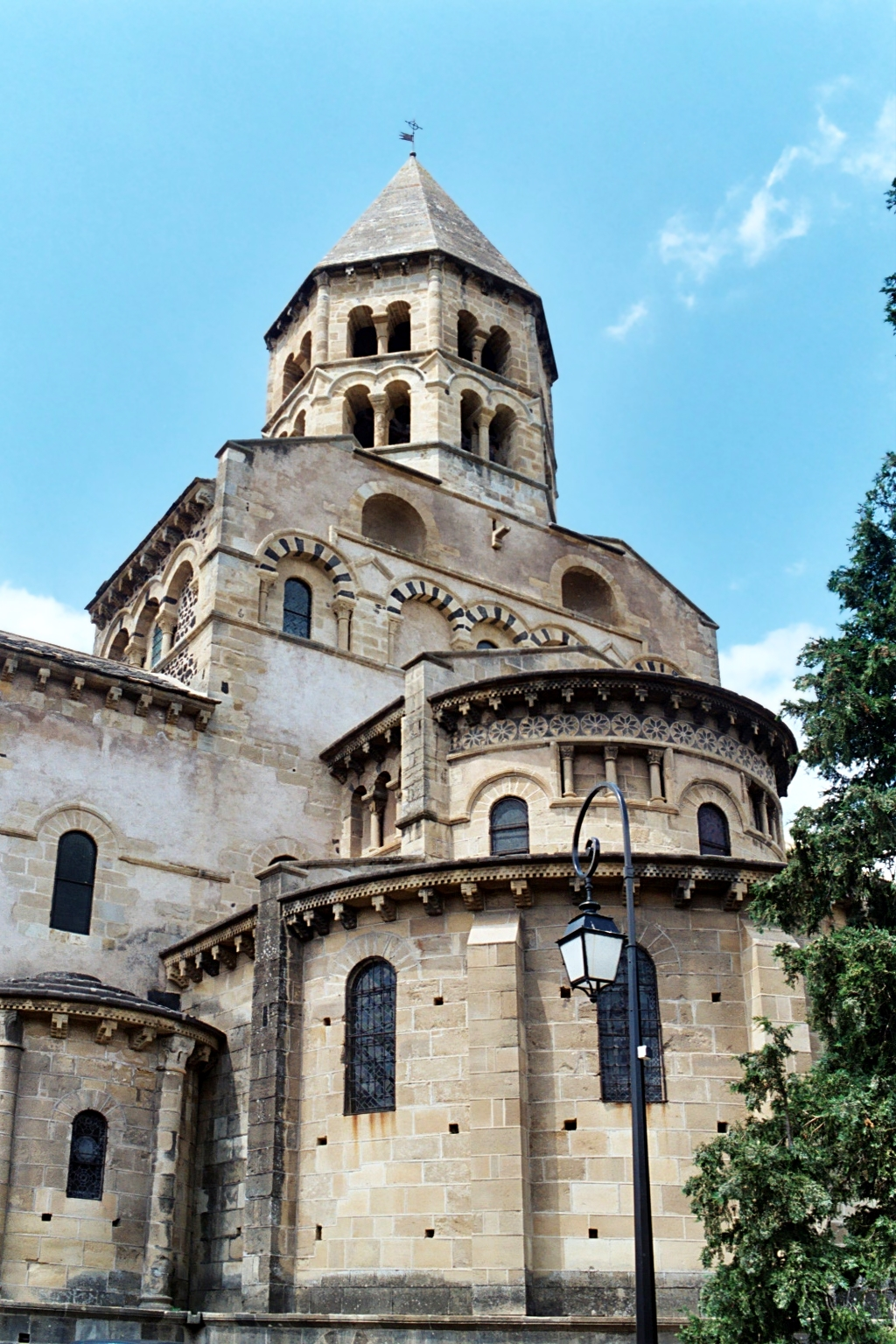
Iglesia de Notre-Dame de Saint-Saturnin

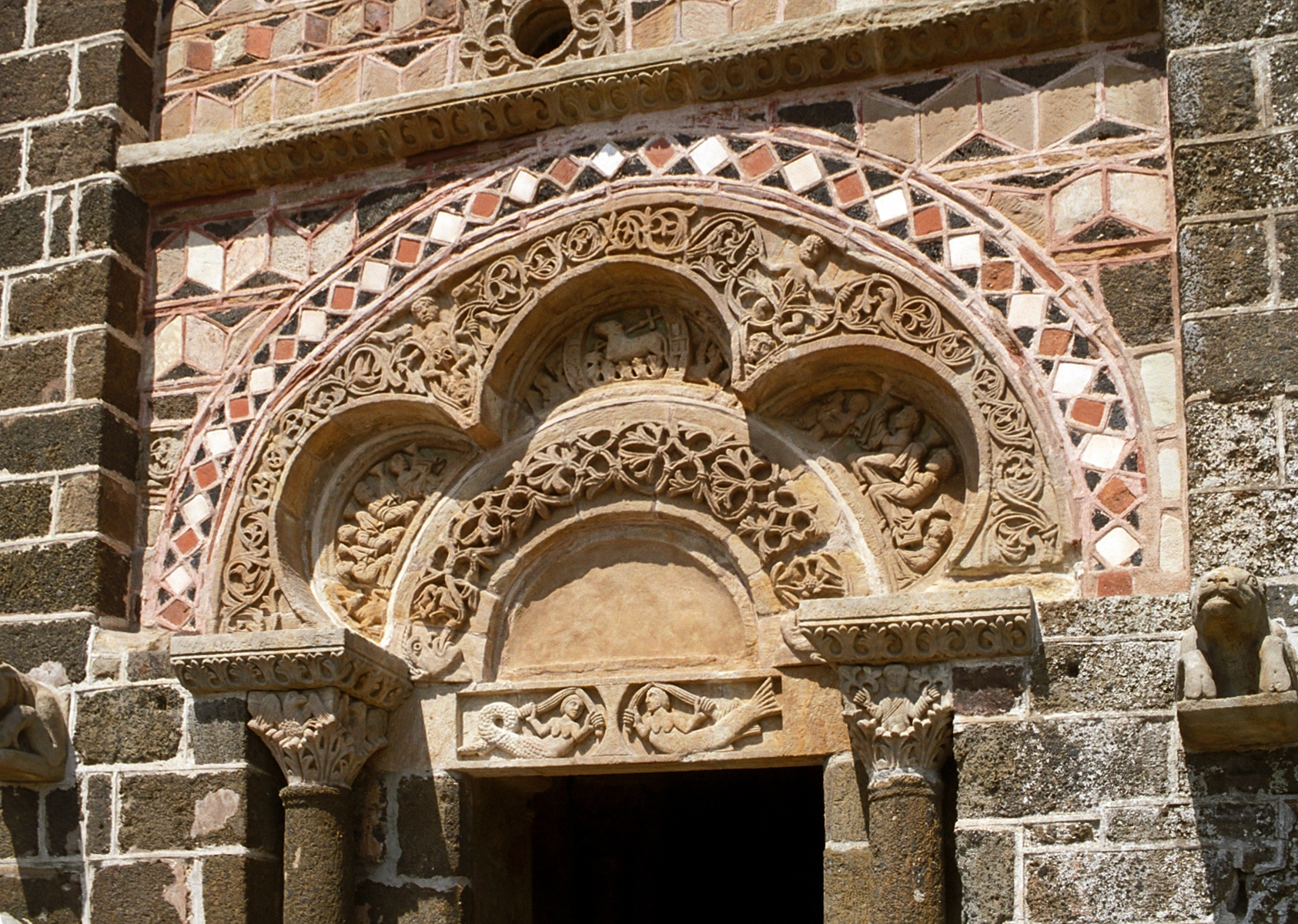
Portal trilobulado de la iglesia de San Miguel de Aiguilhe

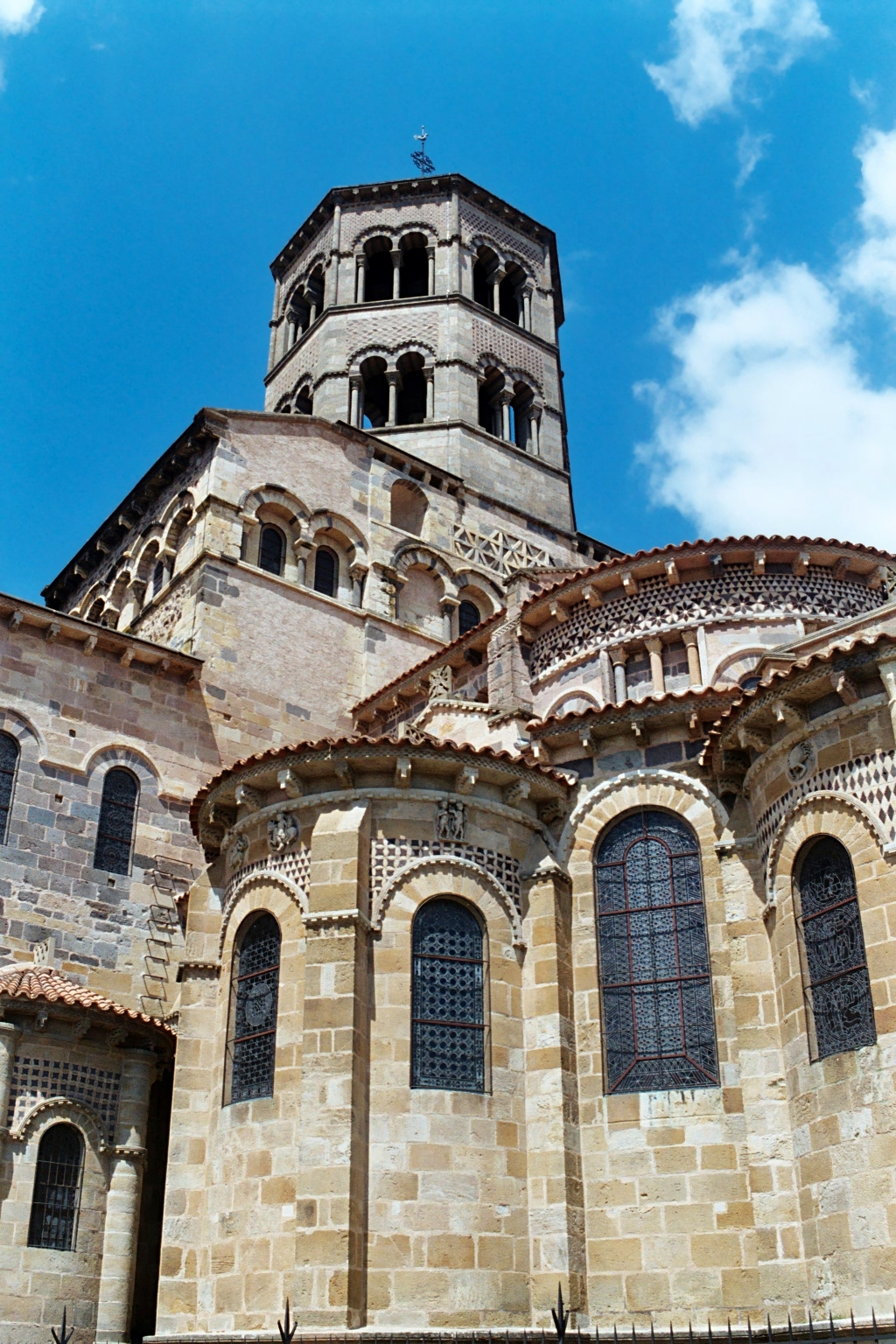
Iglesia de San Austremonio de Issoire

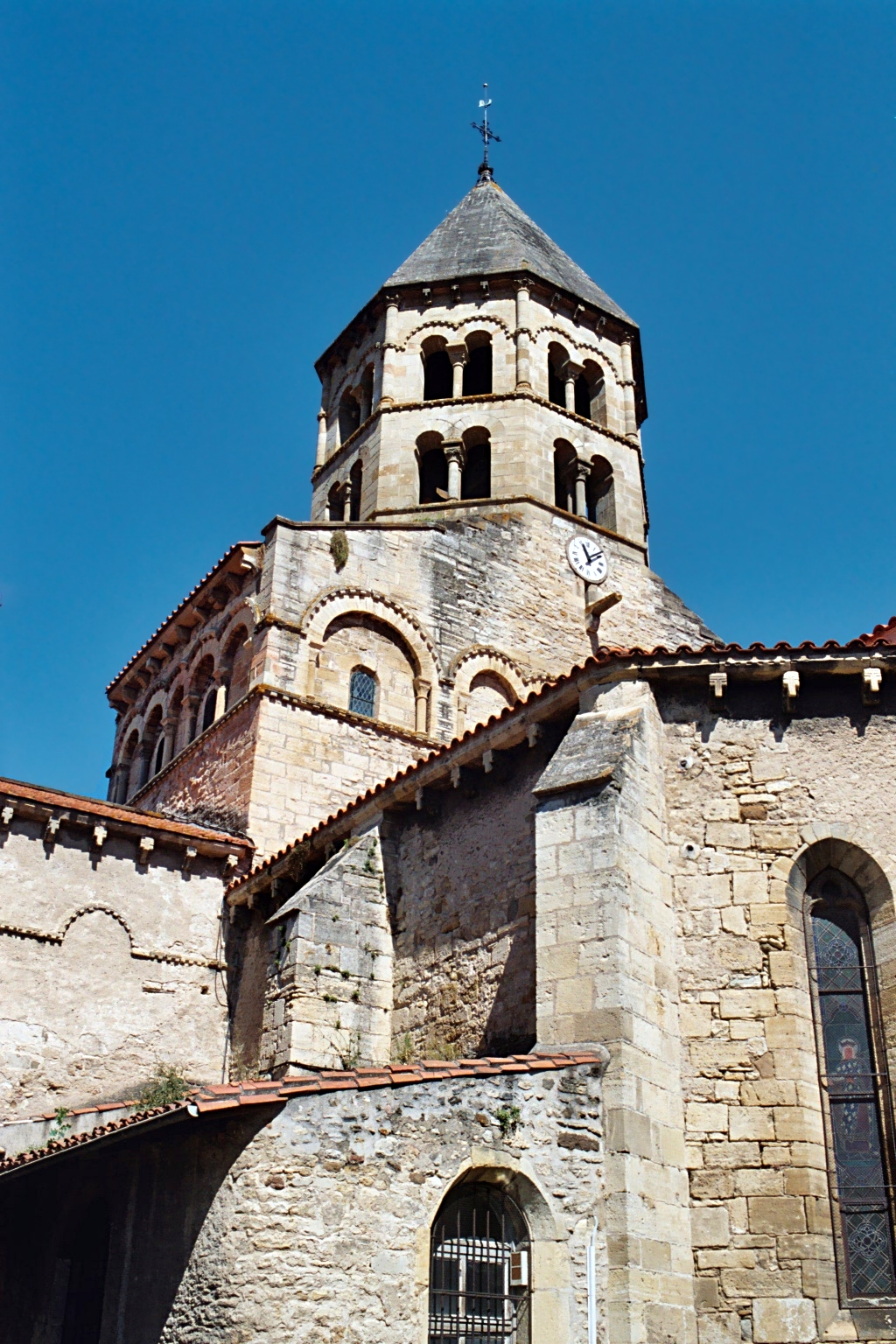
Iglesia Saint-Julien de Chauriat, iglesia mayor de tipo incompleto

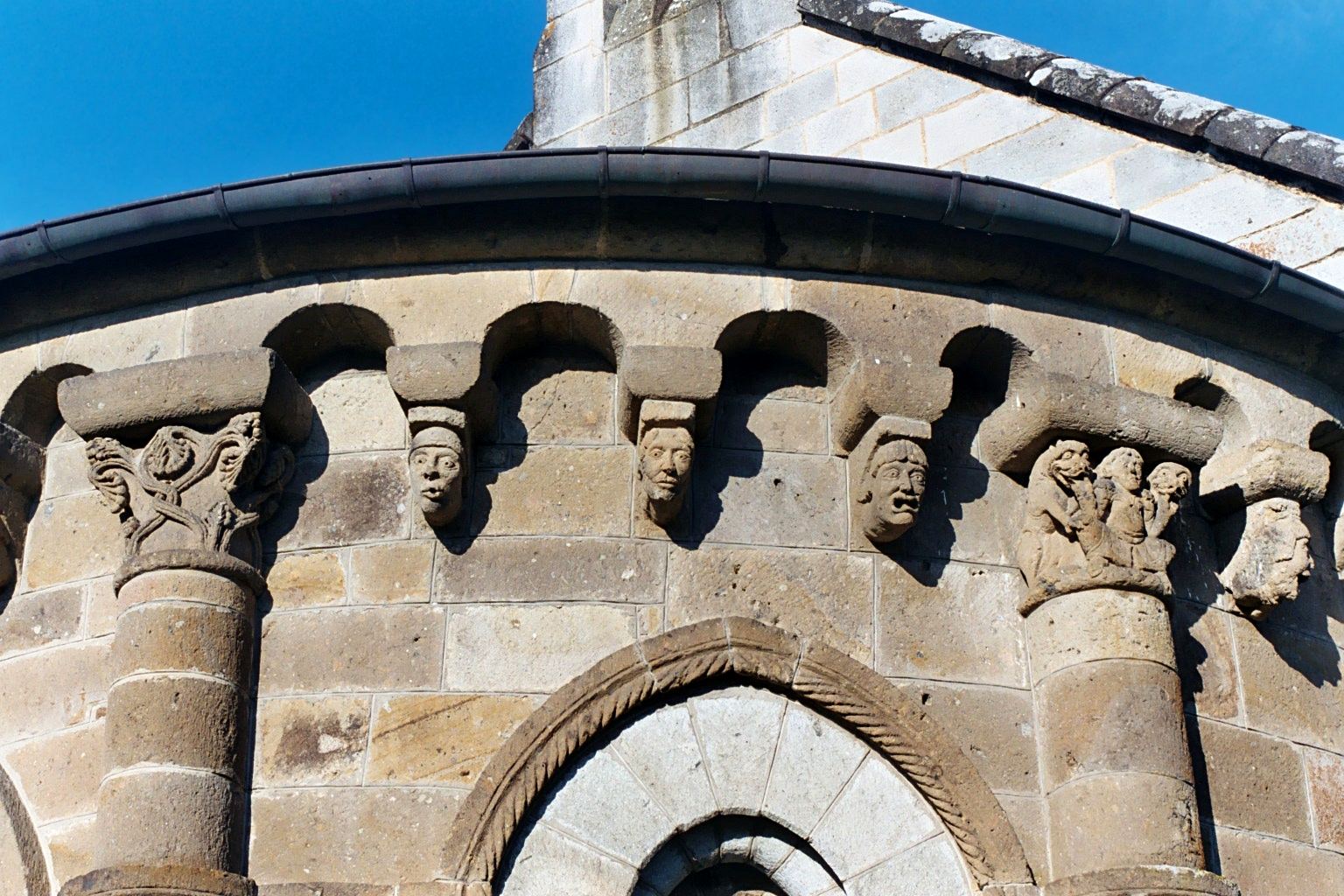
Iglesia Saint-Georges d'Ydes-Bourg

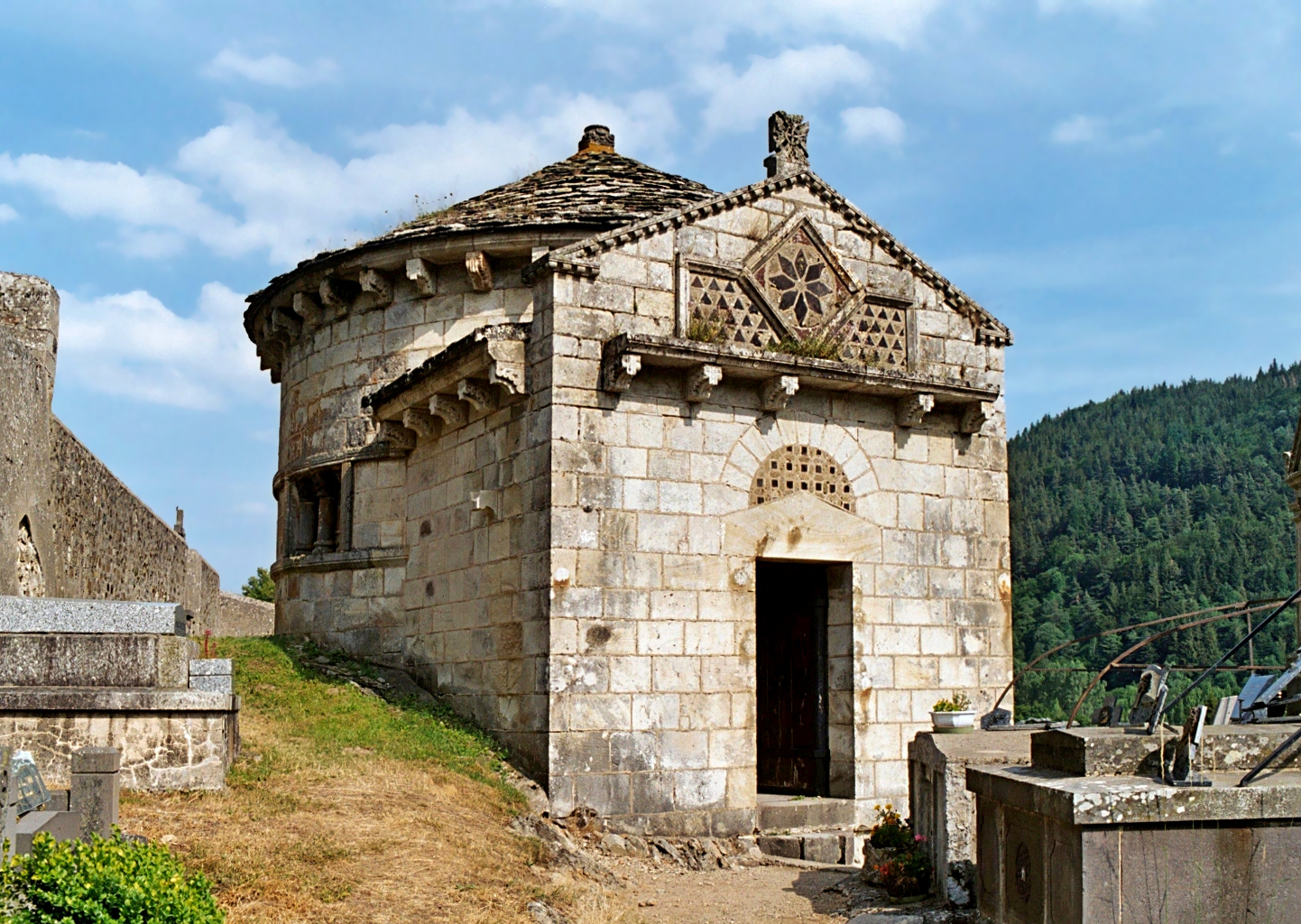
Capilla funeraria de Chambon-sur-Lac

El arte románico auvernés (en francés: art roman auvergnat) es una notable variedad de arte románico de Francia que se desarrolló en la región de Auvernia en los siglos XI al XII. Se caracteriza por su rica ornamentación y la homogeneidad de estilo. Por extensión se incluye la pequeña provincia del Velay que a menudo estaba bajo la misma corona condal en esa época.

## Dominio geográfico
La Auvernia histórica corresponde a la diócesis primitiva de Clermont, ella misma calcada de la antigua ciudad de los Arvernes. Esta diócesis se remontaba muy al norte y cubría la Limaña y la Montaña borbonesas. En 1317, fue dividida en dos con la creación de la diócesis de Saint-Flour y esa partición no se considera aquí porque es muy posterior a la época románica. El arte románico de la antigua provincia del Velay tiene muchas similitudes con el arte románico de Auvernia.

## Las iglesias mayores
El arte románico de la Baja Auvernia está dominado por un grupo de una docena de iglesias llamadas «majeures»: 21  (y no cinco como a menudo se lee). Todas se encuentran en un radio de 30 km de Clermont-Ferrand.: 22  Inicialmente todas las iglesias probablemente mostraban las mismas características estructurales y ornamentación. Las iglesias mayores de tipo incompleto han perdido algunas de estas características como consecuencia de alteraciones o restauraciones.

### Las iglesias mayores de tipo completo
Solo cinco de las iglesias mayores han conservado el tipo completo:
- la basílica de Nuestra Señora del Puerto, en Clermont-Ferrand
- la iglesia de San Austremonio de Issoire, en Issoire
- la basílica de Nuestra Señora, en Orcival
- la iglesia  de Saint-Nectaire
- la Iglesia de Notre-Dame de Saint-Saturnin

### Las iglesias mayores de tipo incompleto
Las otras iglesias mayores de la Baja Auvernia que generalmente no se citan como tales a consecuencia de mutilaciones y alteraciones quehan sufrido:: 21 
- la colegiata Saint-Victor y Sainte-Couronne de Ennezat, cuyos canónigos reemplazaron la cabecera románica por una abrumadora cabecera gótica en el siglo XIII;[2]: 15

- la iglesia abacial de Mozac, cuya cabecera fue destruida por temblores de tierra en el siglo XV;[2]: 14

- la iglesia Saint-Julien de Chauriat, cuya cabecera fue reemplazada por una cabecera gótica bastante banal;

- Iglesia Saint-Martin de Cournon-d'Auvergne, en la que el macizo barlong, el campanario, el deambulatorio y las capillas radiales se derrumbó en el siglo XVIII y han sido reconstruidas en el siglo XIX;[3]

- la basílica Saint-Amable de Riom, cuyo transepto y campanario fueron reconstruidos después de la Revolución (1855).

## Características de las iglesias mayores

### Estructura general de la cabecera
Las iglesias mayores se caracterizan por una destacada cabecera (en sentido amplio) constituida por una estratificación de volúmenes de altura creciente:
- dos absidiolos adosados a los barzos del transepto
- tres o cuatro capillas rayonnantes (salvo en Saint-Saturnin)
- una capilla axial rectangular (únicamente en Issoire)
- el deambulatorio
- el coro
- los brazos del transepto
- el macizo barlongo
- el campanario octogonal
- la flecha

Cabeceras románicas auvernesas
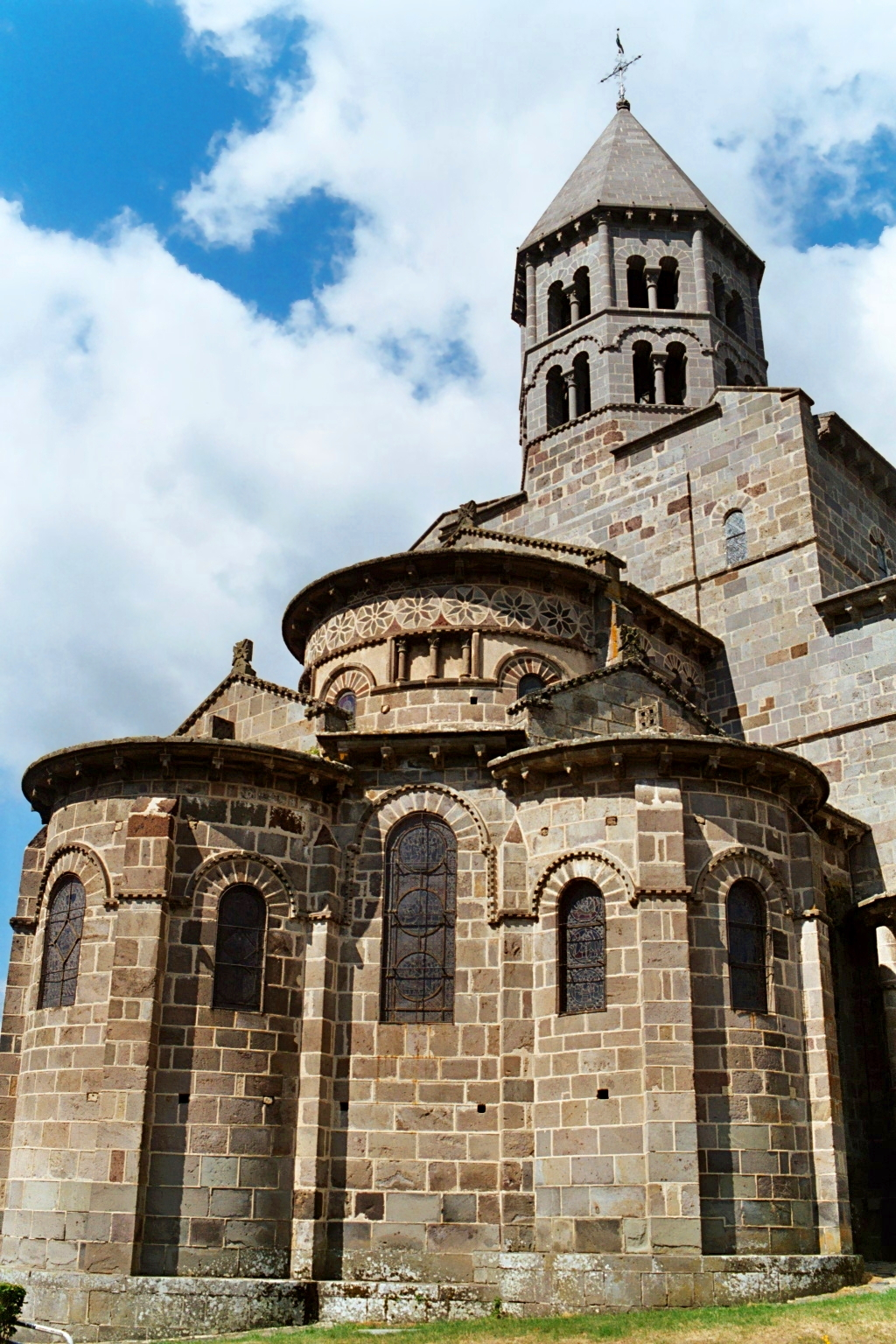
Saint-Nectaire
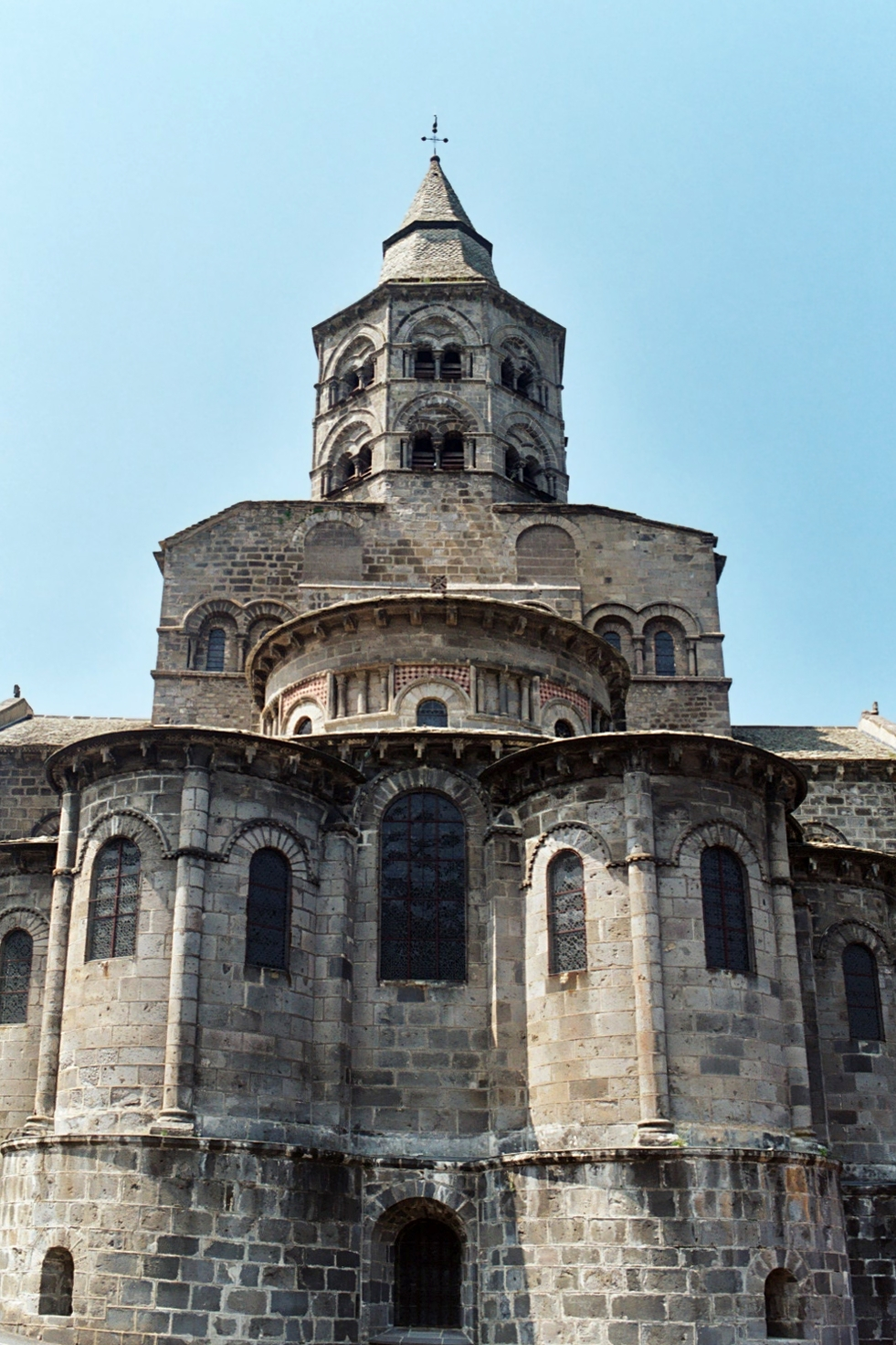
Orcival
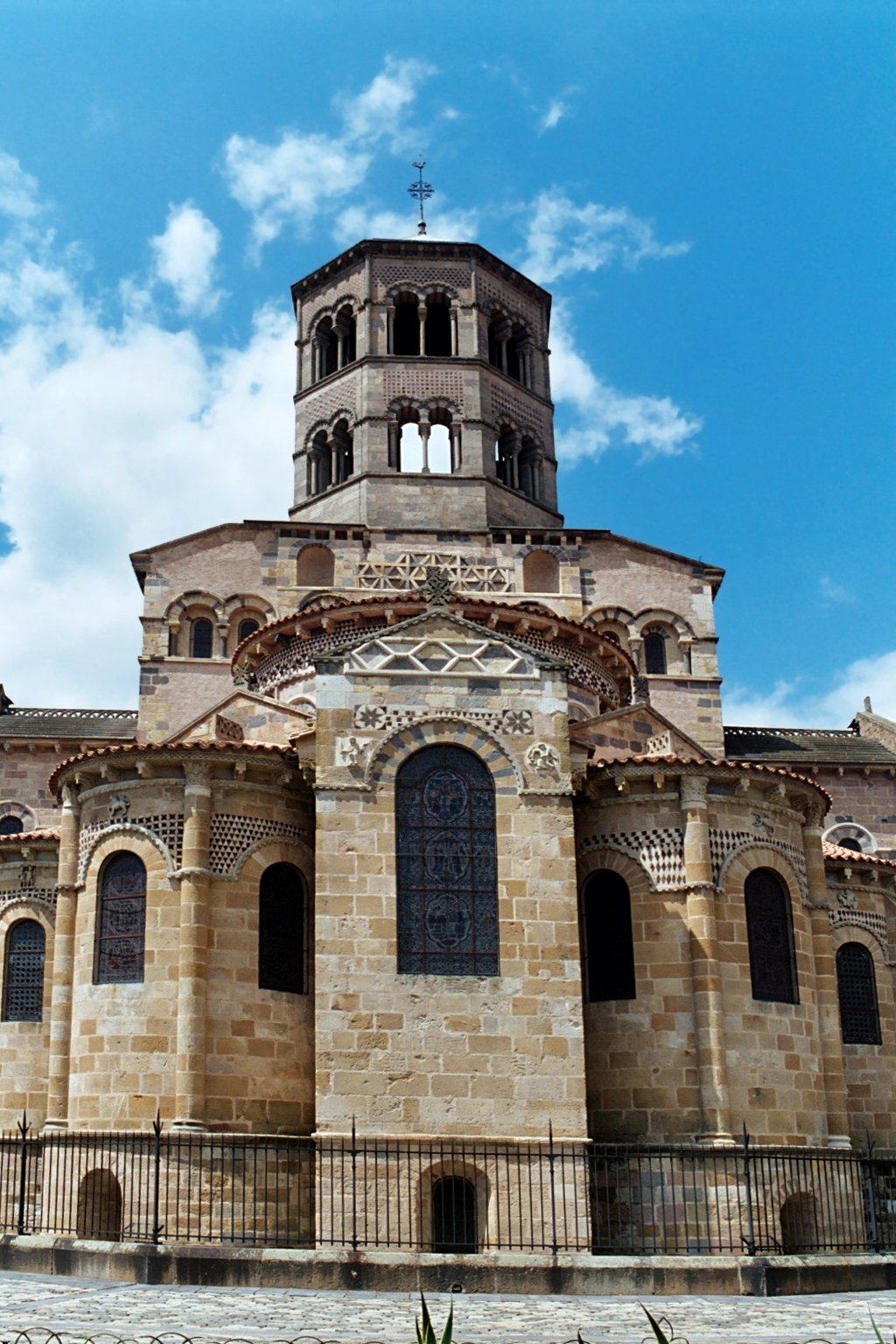
San Austremonio de Issoire
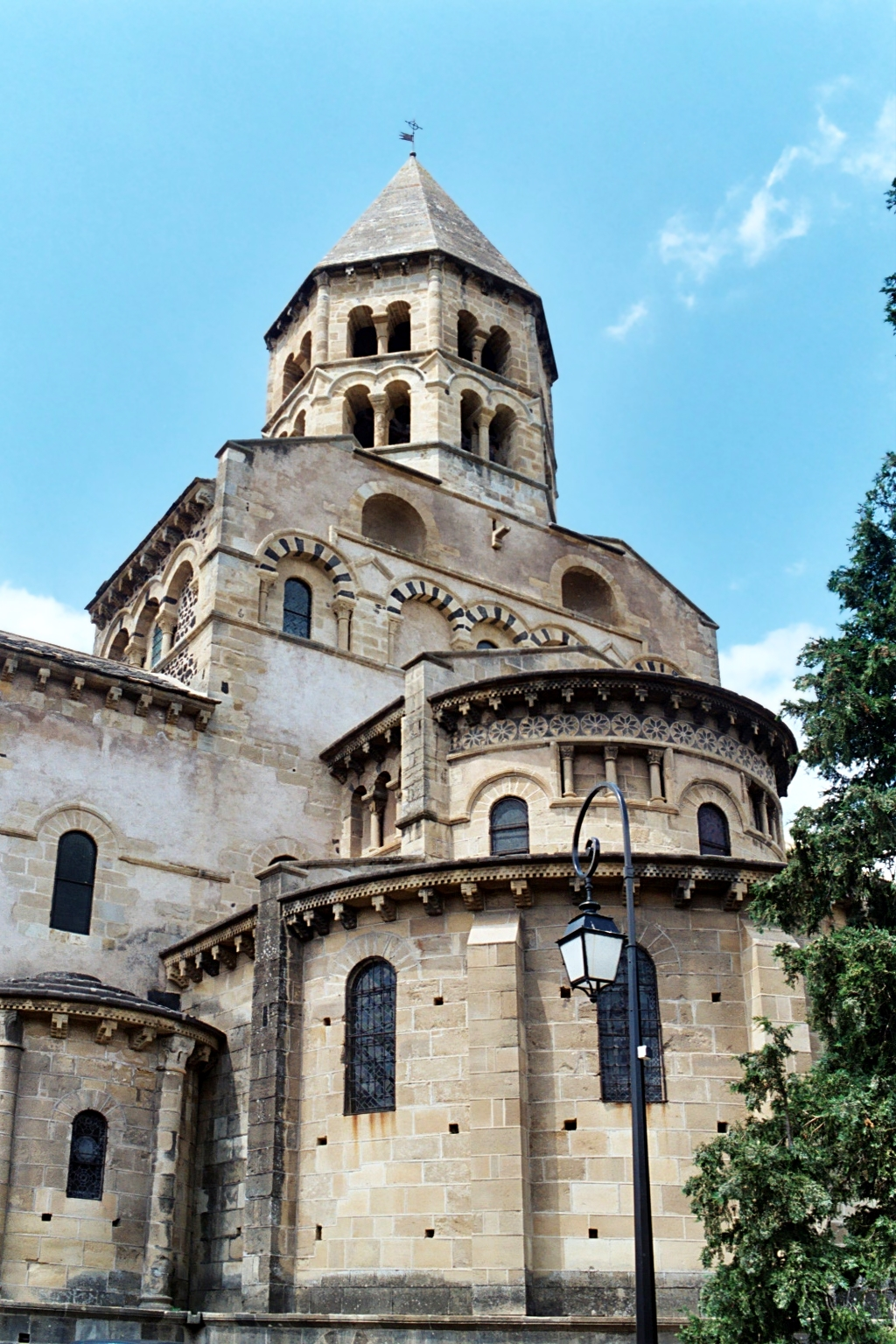
Saint-Saturnin

### El coro y el deambulatorio de capillas radiantes
La cabecera propiamente dicha de las iglesias mayores está generalmente constituida por un coro rodeado por un deambulatorio con capillas radiantes. Estas últimas están ausentes en San Saturnino, mientras que su número se eleva a cuatro en Issoire, además de una capilla axial rectangular.
En algunos casos, como en Issoire y en Saint-Nectaire, las capillas radiantes están adosadas a un piñón rematada por un frontón triangular bordeado por un cordón de molduras y coronado con una cruz de piedra que sirve de antefija.
La cabecera tiene en cada caso una decoración notable por su abundancia y su policromía, obtenida por el uso de mosaicos de piedras como la toba volcánica, la lava andesita,  la arcosa rubia o el gres rosado.: 38 
El coro, el deambulatorio y las capillas radiantes tiene generalmente una cornisa en gran medida desbordante soportada por modillones con virutas y decorada con un friso en damero (excepto en Saint-Nectaire).
Bajo la cornisa del coro se despliega generalmente un mosaico polícromo de rosetas (excepto en Orcival). Bajo estos mosaicos, las ventanas del coro alternan con camerinos rectangulares que albergan cada uno tres columnillas.
Los arcos de las ventanas del deambulatorio y de las capillas están bordeadas con un cordón de molduras y excepcionalmente rematado con mosaicos de piedra policromada, como en Issoire.

Deambulatorios de capillas radiantes
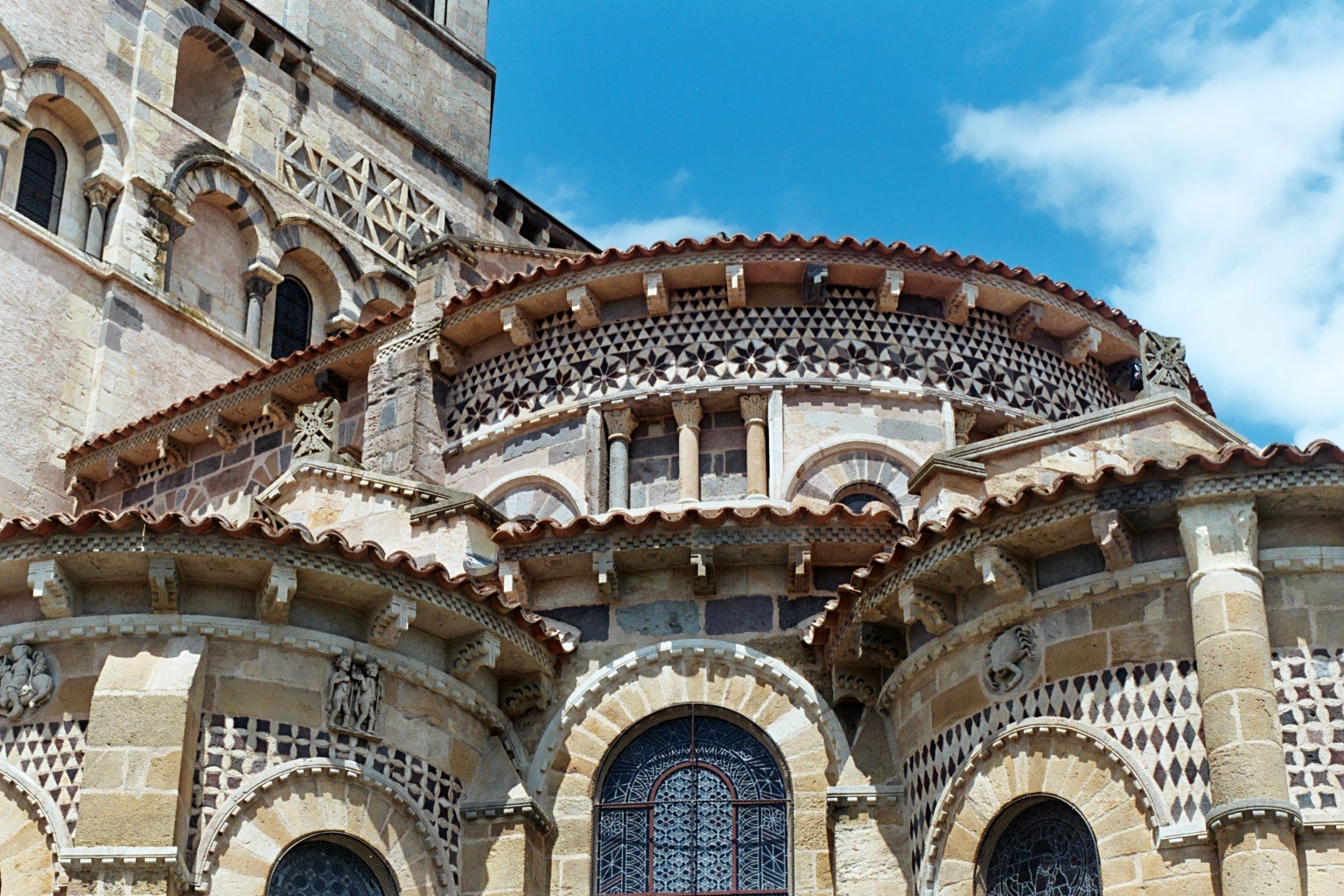
Iglesia de San Austremonio de Issoire
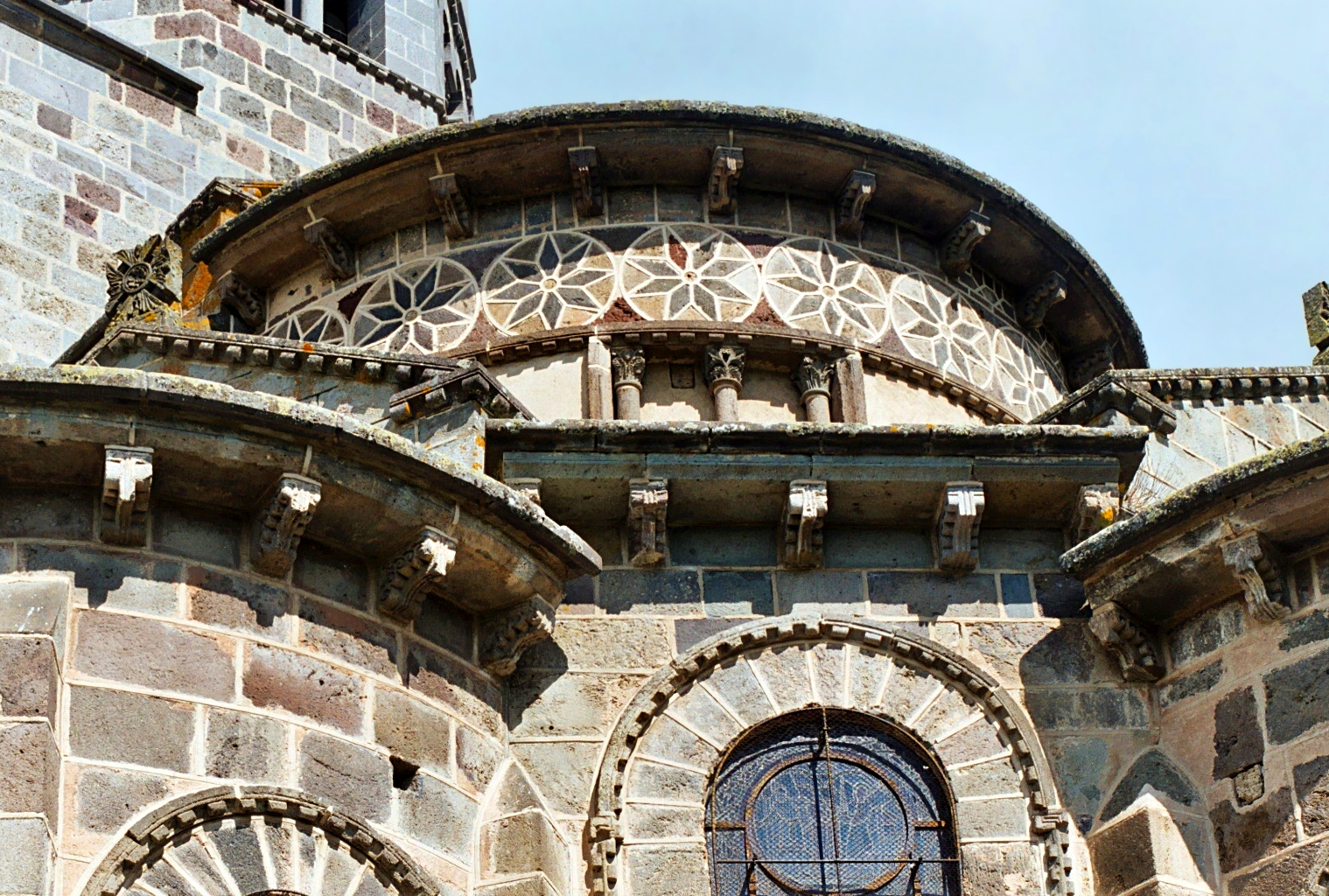
Iglesia de Saint-Nectaire

### El macizo barlongo

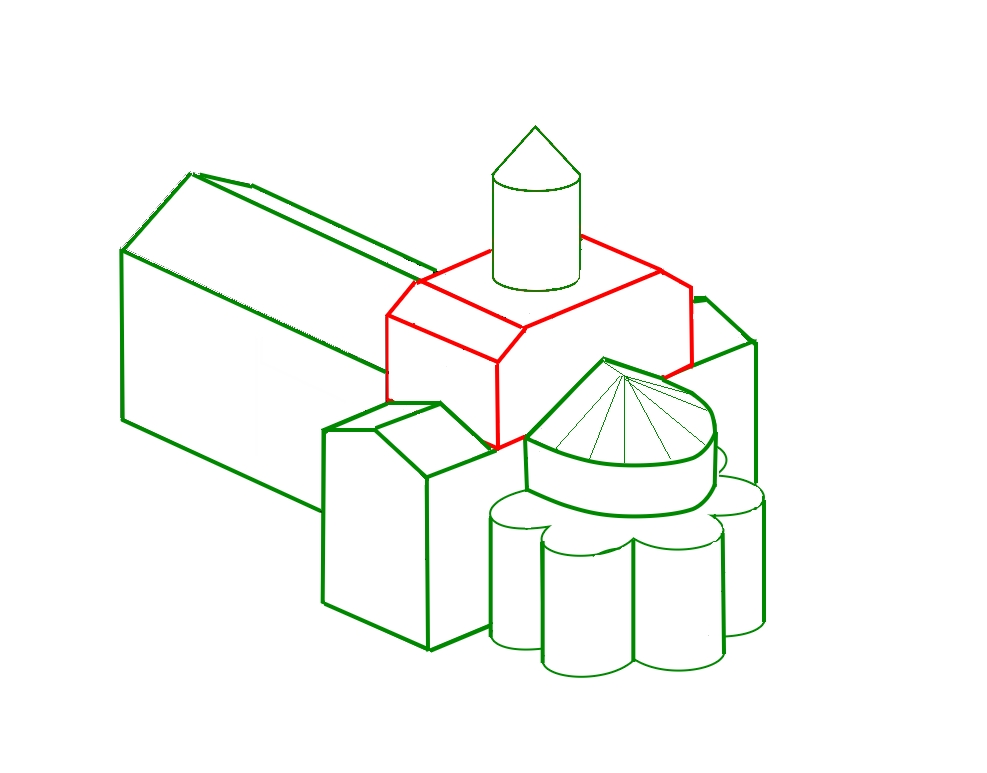
Esquema explicativo del macizo barlongo

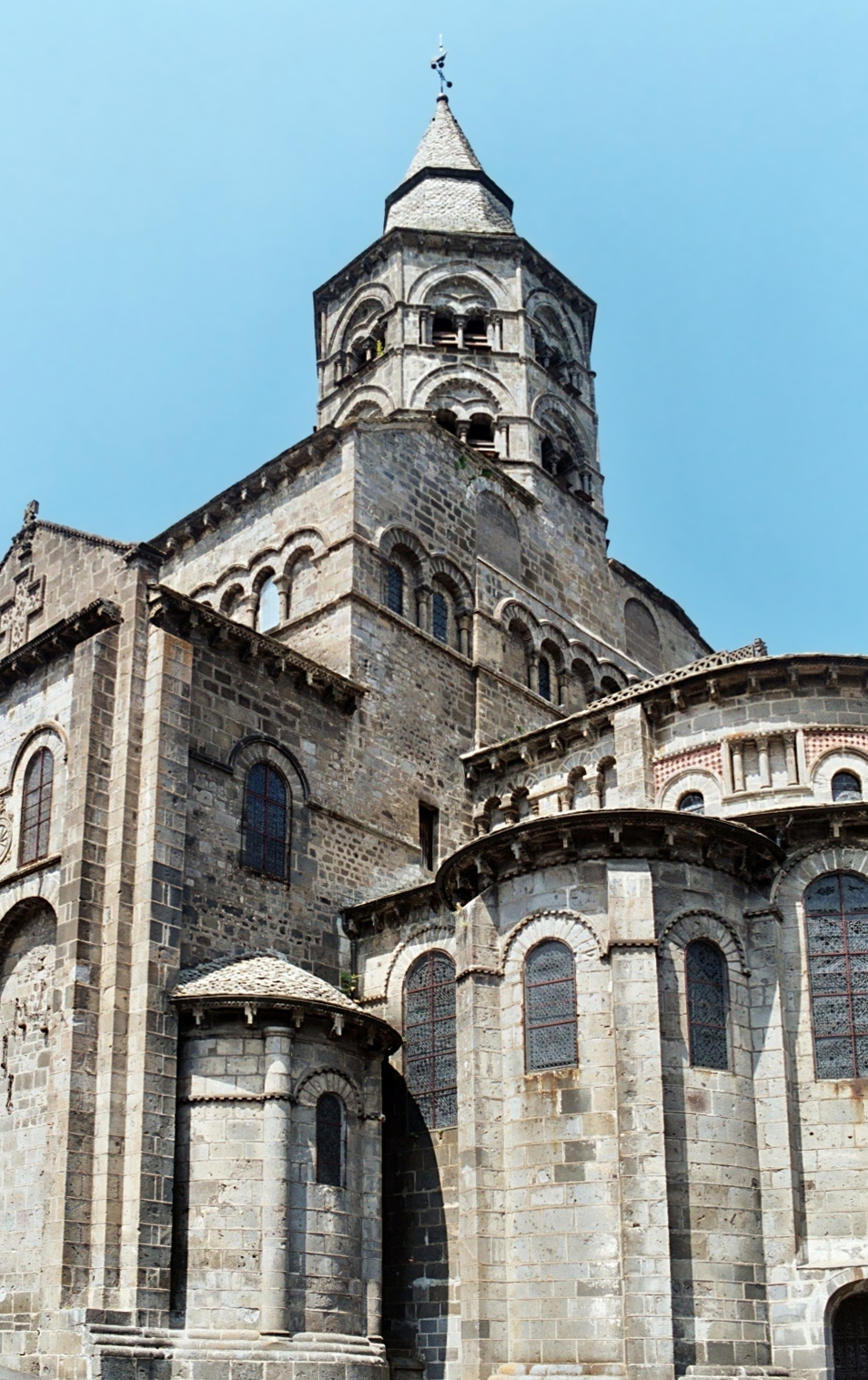
Macizo barlongo de Orcival

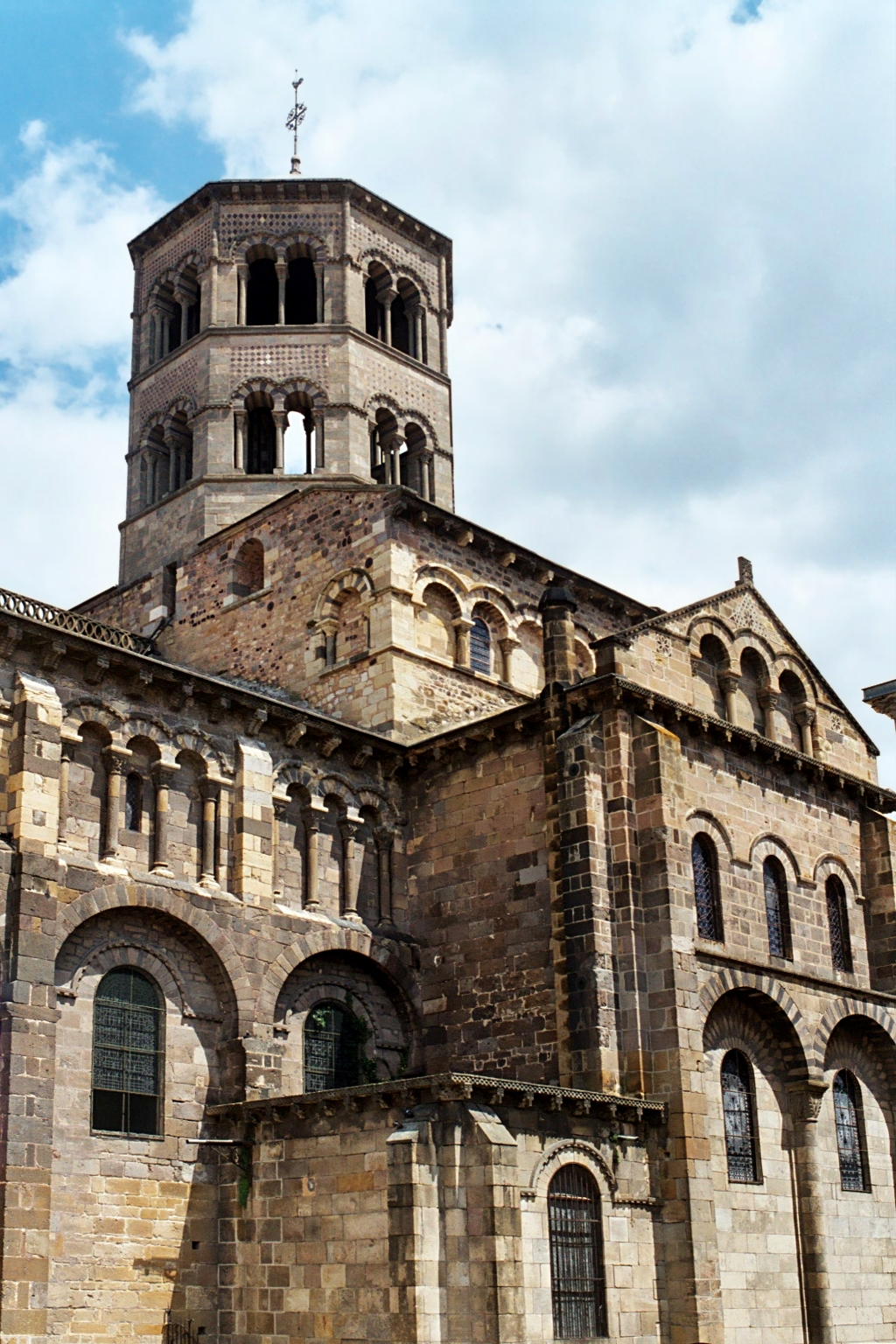
Fachada lateral de Issoire

La silueta característica de las iglesias románicas mayores de la Baja Auvernia es en buena parte debido al "macizo barlongo" que refuerza el impulso vertical y el escalonamiento de los volúmenes. El «macizo barlongo» («barlongo», que significa 'alargado transversalmente') es el macizo que supera el crucero del transepto y está coronado por el campanario.: 29  El macizo barlongo auvernés tiene dos techos inclinados que encuadran el nacimiento de la torre del campanario.
Las caras del macizo barlongo están generalmente adornadas con arcadas decoradas con un cordón de molduras (Ennezat, Chauriat) o de dovelas policromadas (Saint-Saturnin, Issoire). Curiosamente, las caras del macizo barlongo de Saint-Nectaire no tienen estas series de arcadas. El «macizo barlongo de Issoire también tiene igualmente una decoración de barras. 

### El campanario octogonal
Todas las iglesias mayores tienen un campanario octogonal, pero solo las iglesias de San Saturnino y Orcival han conservado su campanario original, siendo en las iglesias de Ennezat, Menat y Thuret solamente el primer piso el original.: 32 
Cada lado opuesto del campanario octogonal está perforado con ventanas geminadas decoradas con un cordón de molduras (Ennezat, Saint-Nectaire, Chauriat) o de dovelas policromadas (Issoire).

### Las fachadas laterales de la nave y del transepto
Las iglesias mayores tienen todas la misma estructura de las fachadas laterales de la nave central y del transepto: las ventanas de estas fachadas, bordeadas con un cordón de palanquillas, se alojan bajo grandes arcos salientes llamados arcos de rigidización (arcs de raidissement: 13 ) coronados con tripletes de vanos ciegos.
Solo varía la posición de la puerta meridional, que se sitúa a veces en el nivel de la nave y, a veces a nivel del crucero.

### El interior
La nave central se cubre generalmente con una bóveda de cañón.
El transepto presenta a menudo una decoración típica hecha de un triplete formado por una arcada coronada con un arco en mitra  enmarcado por dos arcadas  coronadas cada una por un arco de medio punto. Este triplete adorna los muros del crucero de Notre-Dame-du-Port, de Issoire, de Orcival, de Saint-Nectaire, de Ennezat, de Chauriat y de Courpière.: 39 
El coro, cubierto con bóveda de horno, está rodeado por seis u ocho columnas coronadas con capiteles historiados que sostienen arcos peraltados coronados por una segunda serie de vanos, alternativamente perforados y ciegos. A veces está totalmente policromado, como en Issoire, pero por lo generalsolo quedan trazas del color a nivel de los capiteles.

### Las pinturas murales
En esa época, una iglesia no se consideraba acabada si no había recibido al menos un revestimiento de cal sobre la argamasa y las piedra talladas, en espera de la pintura. Esta «pintura contibuía así a distinguir el espacio exterior, material y profano, del espacio interior, espiritual y sagrado».

Pinturas murales auvernesas
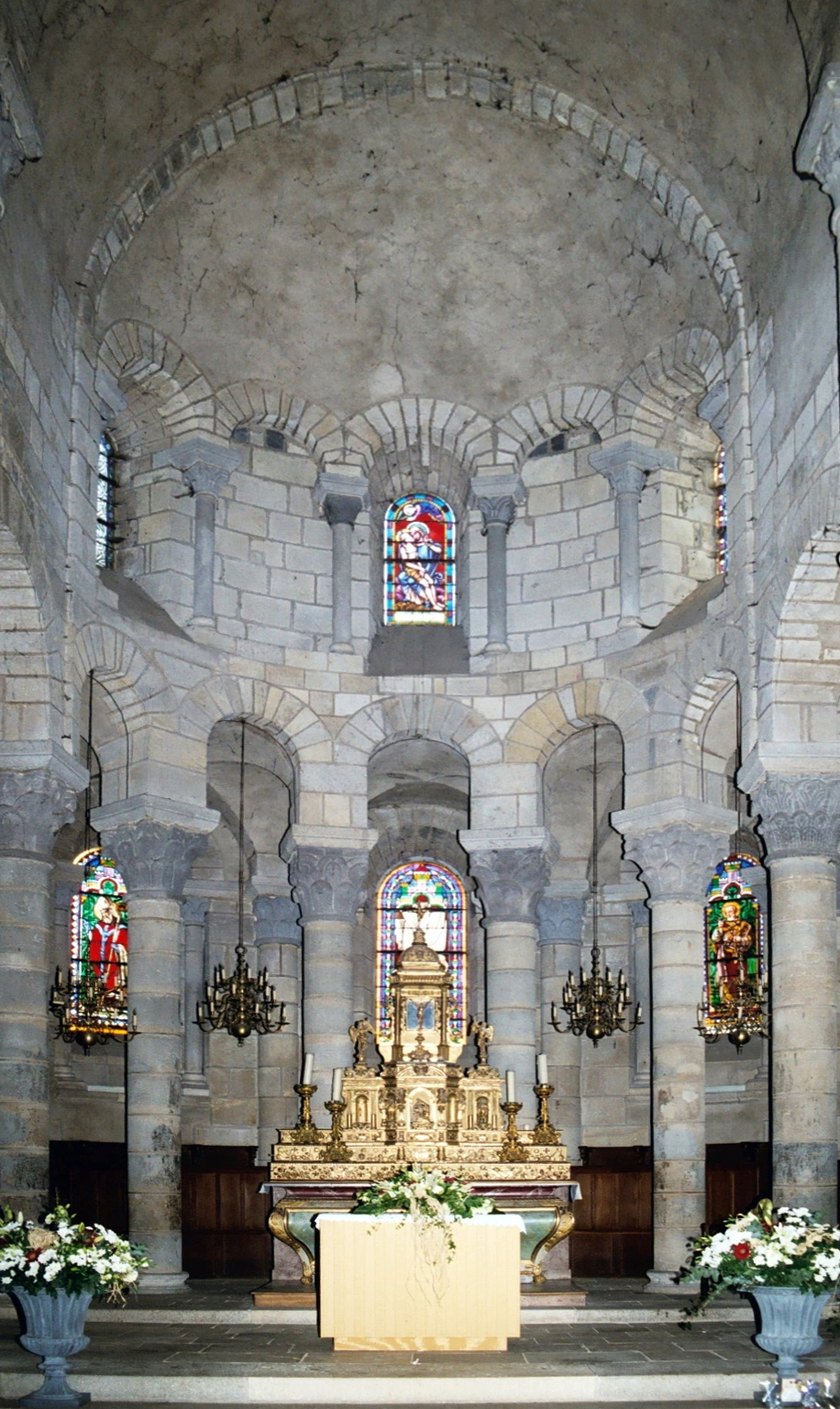
El coro de Saint-Saturnin
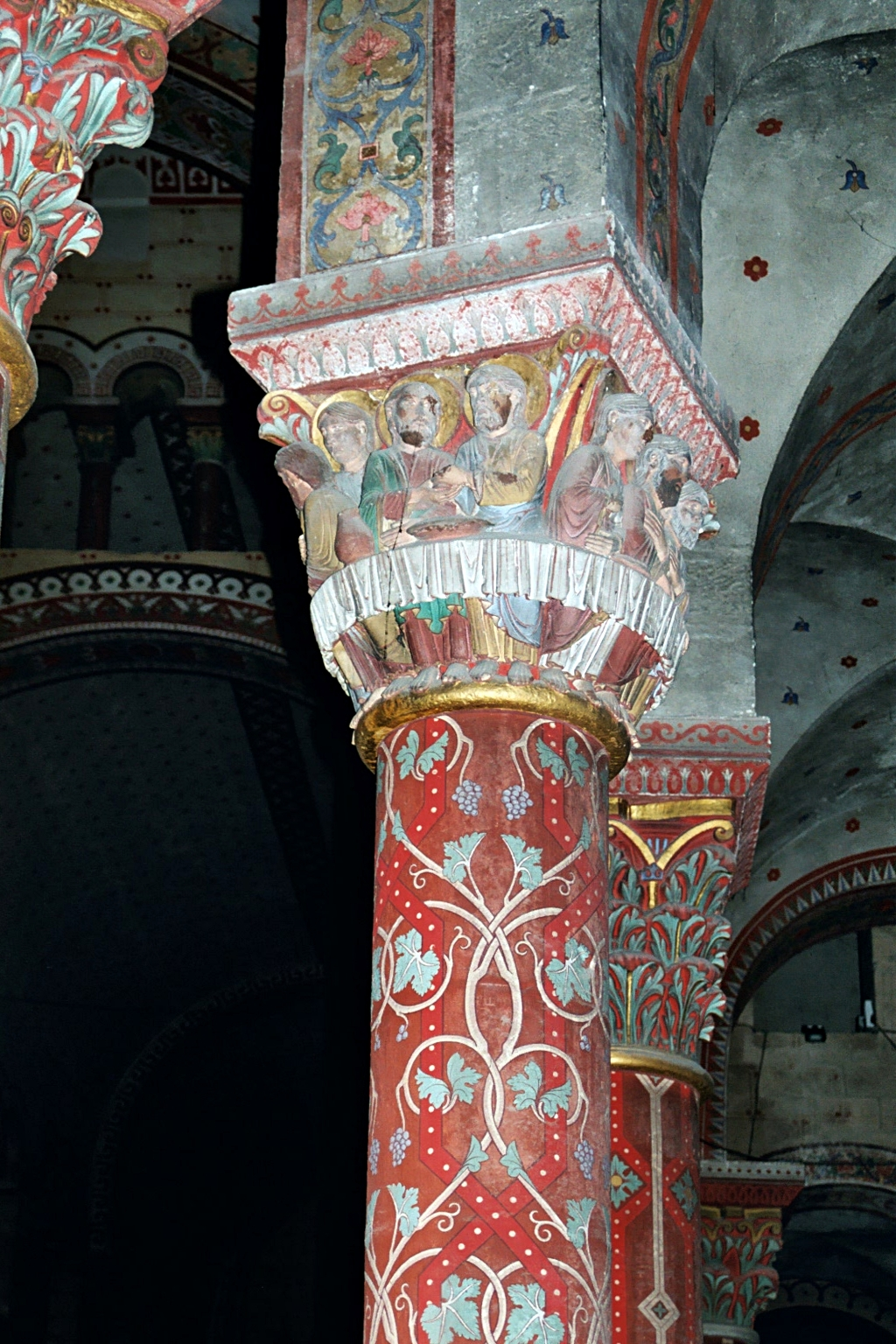
El capitel  de la Última Cena de Issoire
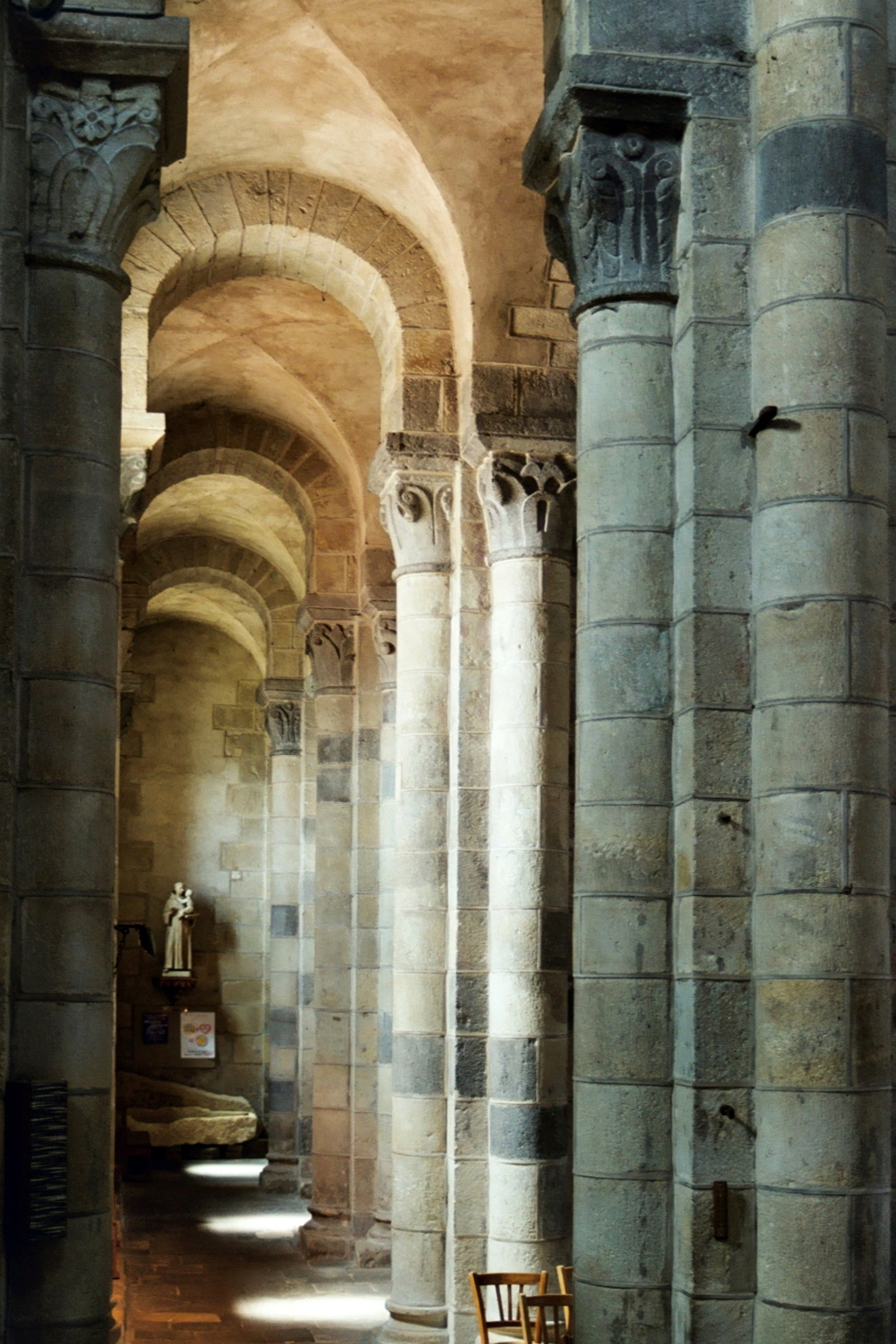
Nave lateral de Saint-Saturnin

## Arte románico influenciado por la arquitectura hispano-musulmana

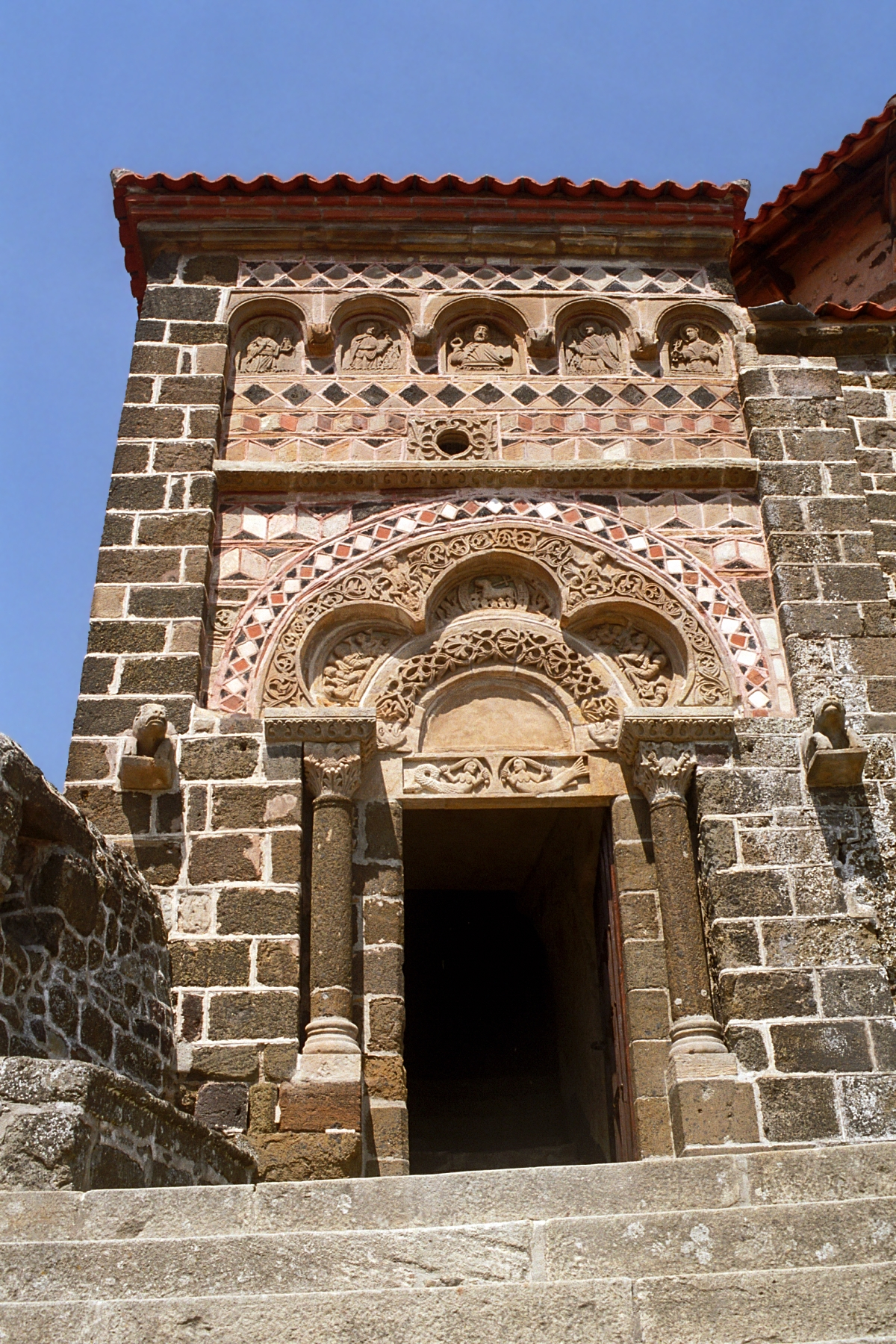
Portal trilobulado de la iglesia de San Miguel de Aiguilhe

El arco polilobulado, característico de la arquitectura omeya del califato de Córdoba, se extendió en la arquitectura románica francesa a través de la influencia de los peregrinos a lo largo de las principales rutas de la peregrinación francesa de Santiago de Compostela. Este tipo de arco se propagó en el Velay y Auvernia a través de la Via Podiensis.
Se encuentran así arcos trilobulados o arcos polilobulados en los portales, ventanas o fachadas de los edificios siguientes:
- catedral de Notre-Dame-de-l'Annonciation du Puy-en-Velay (pequeños arcos trilobulados en la fachada occidental y el campanario);
- iglesia de San Miguel de Aiguilhe (portal trilobado);
- capilla Saint-Clair d'Aiguilhe (arcos trilobados en los pans de fachada de la capille hexagonal);
- priorato de Chanteuges (ventanas trilobadas);
- iglesia Saint-Ménélé de Menat;
- iglesia de Saint-Hilaire-la-Croix;
- iglesia Saint-Médulphe de Saint-Myon.

El arco polilobulado engendra una variante llamada «arc à voussure polylobée», donde los lóbulos no adornan el intradós del arco sino las dovelas del arco. Se encuentran arcos de dovelas polilobulados en los siguientes edificios: Sainte-Foy  
- Iglesia Sainte-Foy de Bains
- Iglesia Saint-Blaise de Dore-l'Église

Téngase en cuenta también el uso abundante de dovelas policromadas a las que algunos dan un origen hispano-morisco:  se encuentran, por ejemplo, en la catedral de Puy-en-Velay, en la capilla de St. Clair Aiguilhe...

Arcos polilobulados
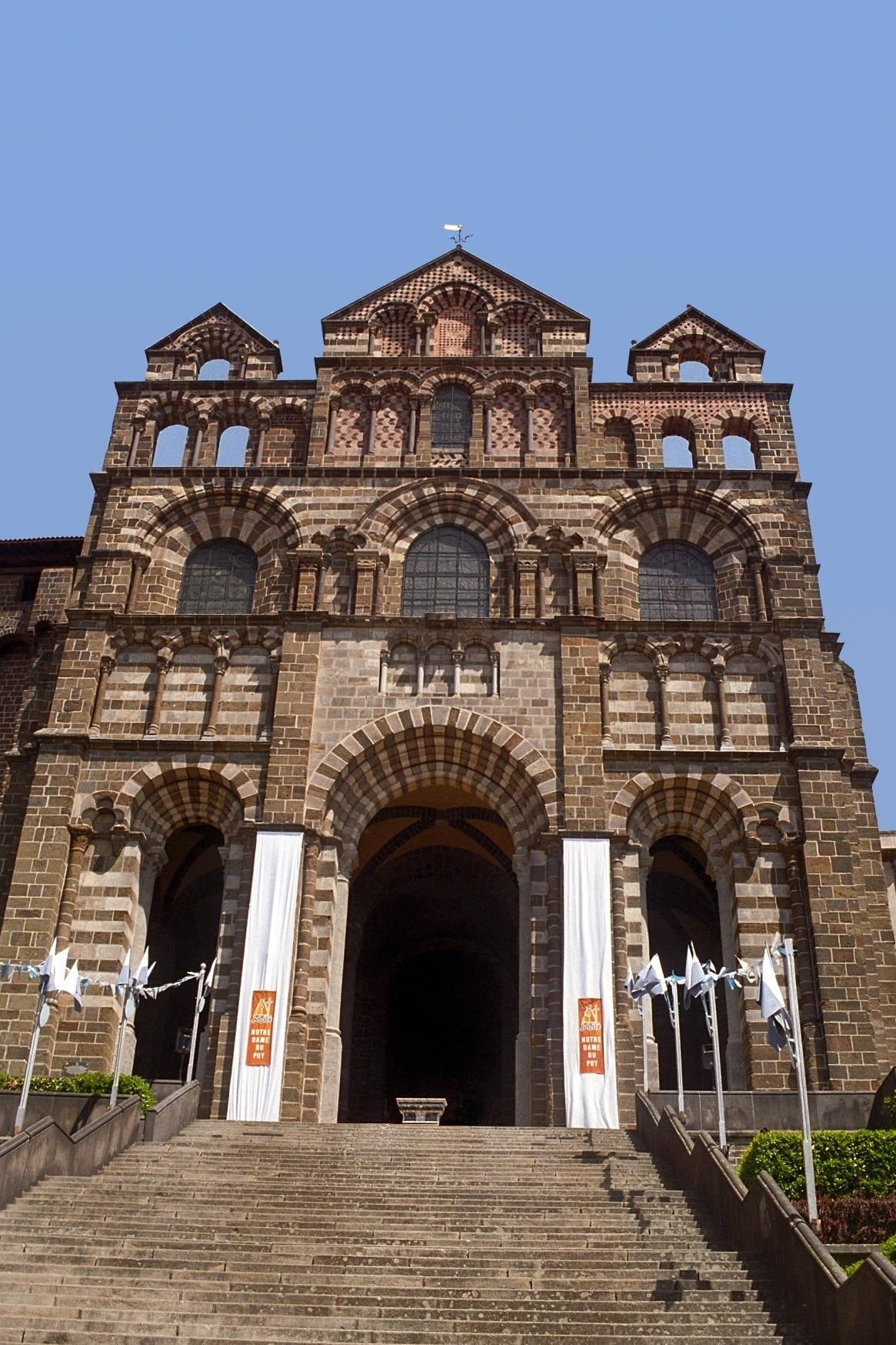
Catedral Notre-Dame-de-l'Annonciation de Puy-en-Velay
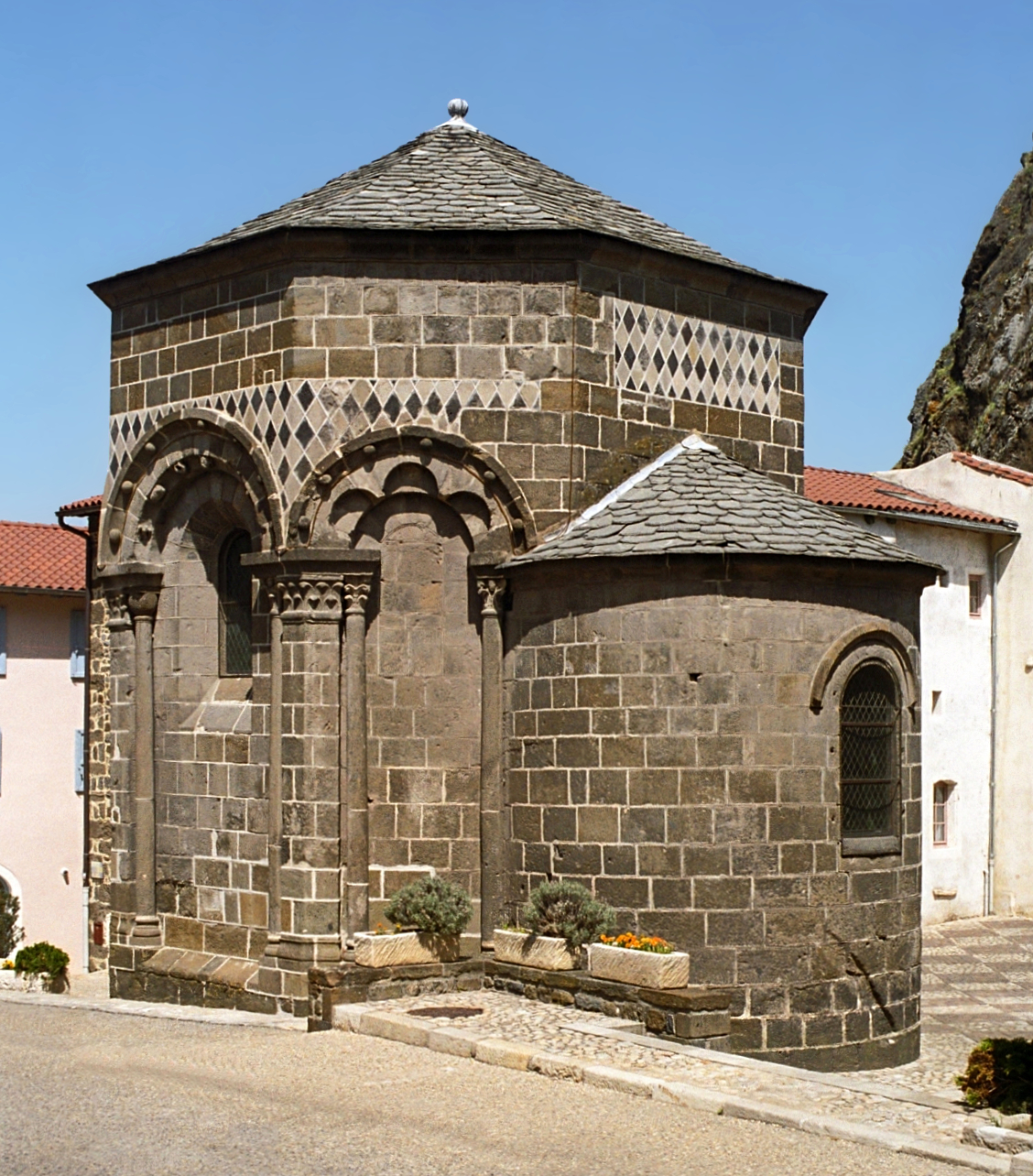
Arcos trilobulados en las fachadas de la capilla Saint-Clair de Aiguilhe
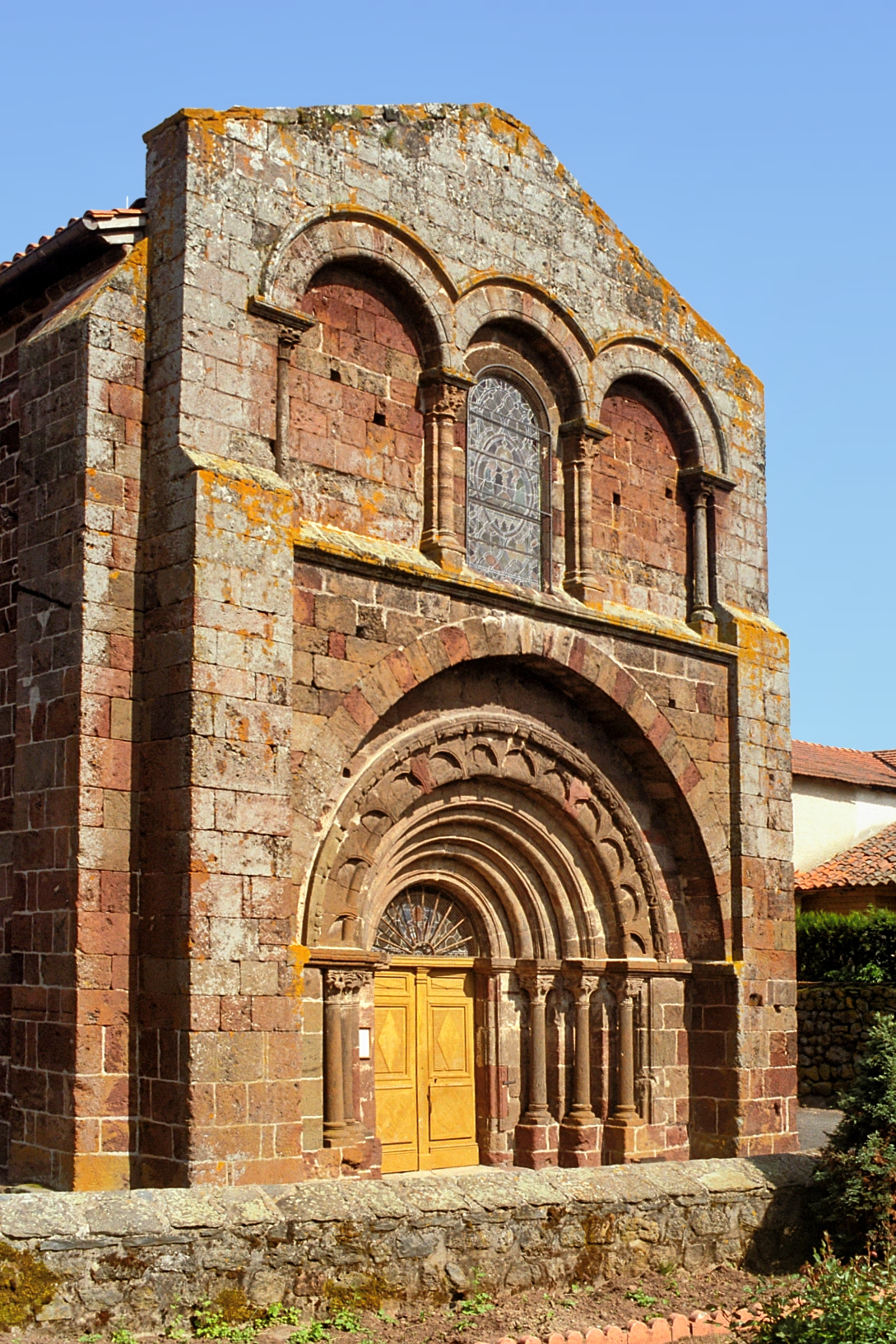
Portal de dovelas polilobuladas de la Iglesia Sainte-Foy de Bains
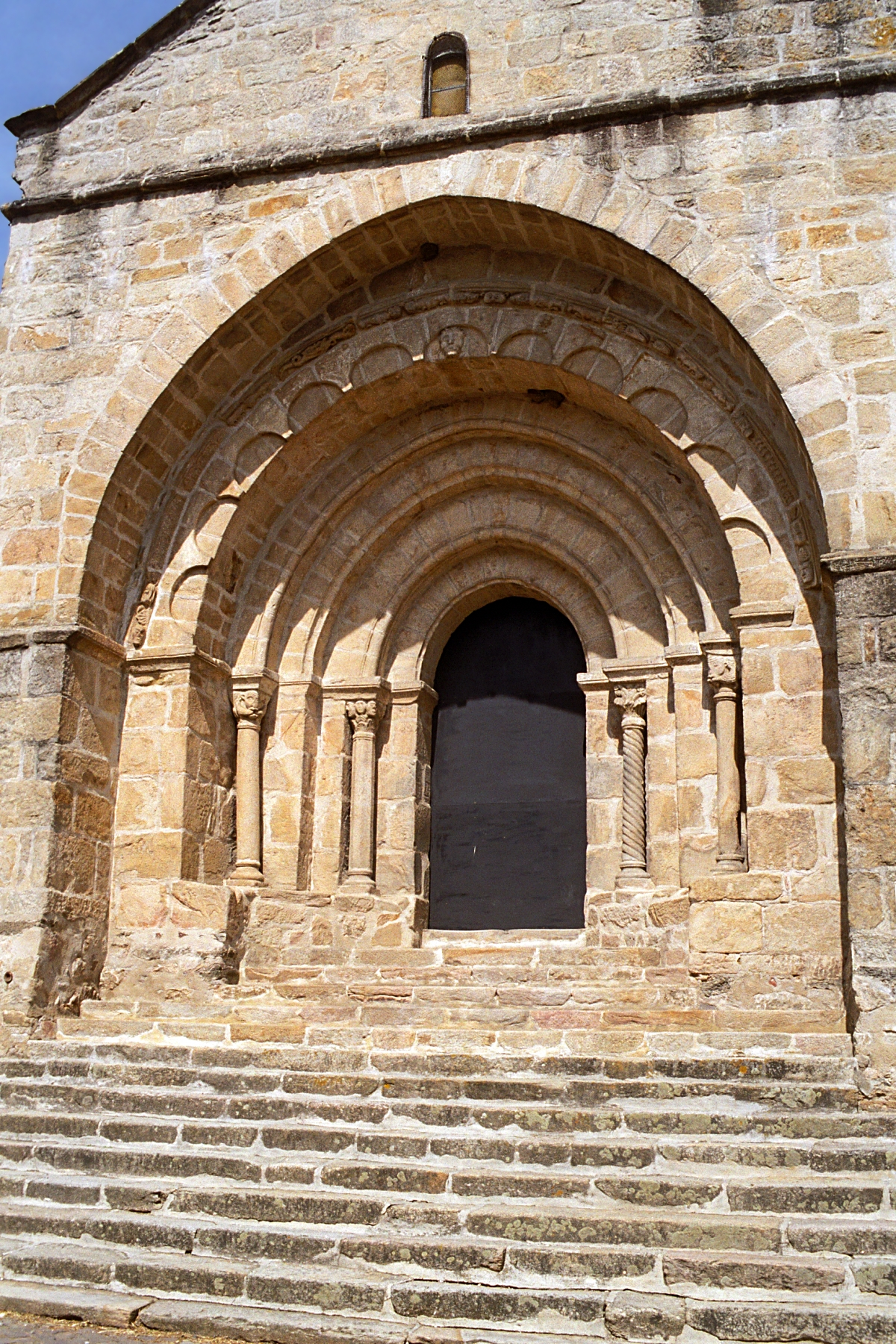
Portal de dovelas polilobuladas de la Iglesia Saint-Blaise de Dore-l'Église

## Otros edificios destacados
Además de las iglesias mencionadas anteriormente, Auvernia cuenta con varios edificios románicos de primera importancia que se desciben a continucación.

### Basílica de Saint-Julien de Brioude
La Basílica Saint-Julien de Brioude presenta un coro adornado con un mosaico de rosetas de piedras policromadas así como una cabecera con deambulatorio y capillas radiantes. Pero la comparación con las llamadas iglesias "mayores" de Baja Auvernia acaba aquí ya que la basílica de Saint-Julien carece del  "macizo barlongo", este macizo alargado transversalmente que supera el crucero del transepto y tiene dos techos en pendiente que encuadran el nacimiento de la torre del campanario, el responsable de la característica silueta masiva de las iglesias mayores.
Además, presenta en las ventanas ornamentaciones que nunca se presentan en las iglesias mayores: las ventanas del deambulatorio y las capillas radiantes están se enmarcan por columnillas con capiteles, mientras que las del coro se enmarcan con vanos ciegos, formando así tripletes.

Basílica de Saint-Julien
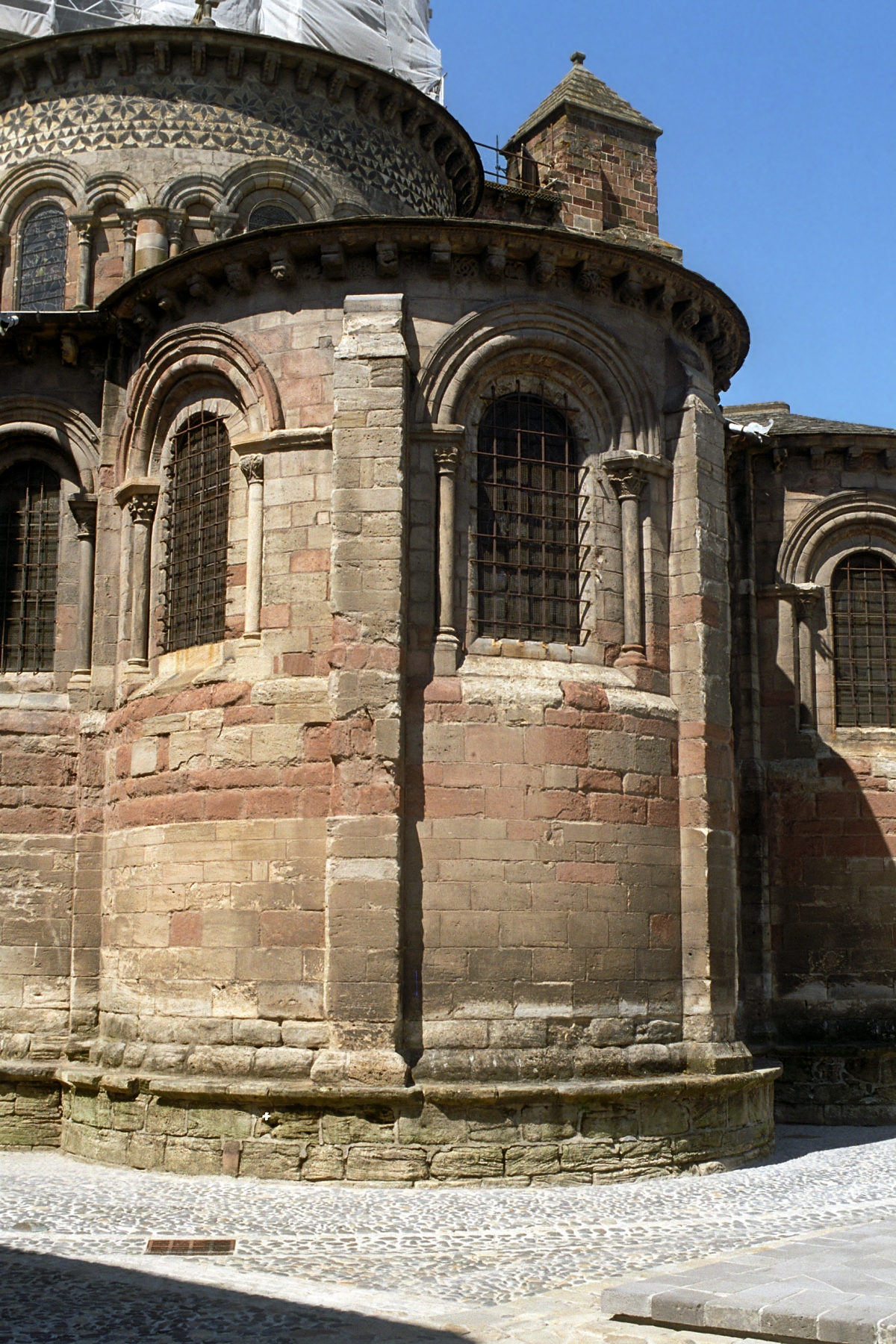
La cabecera
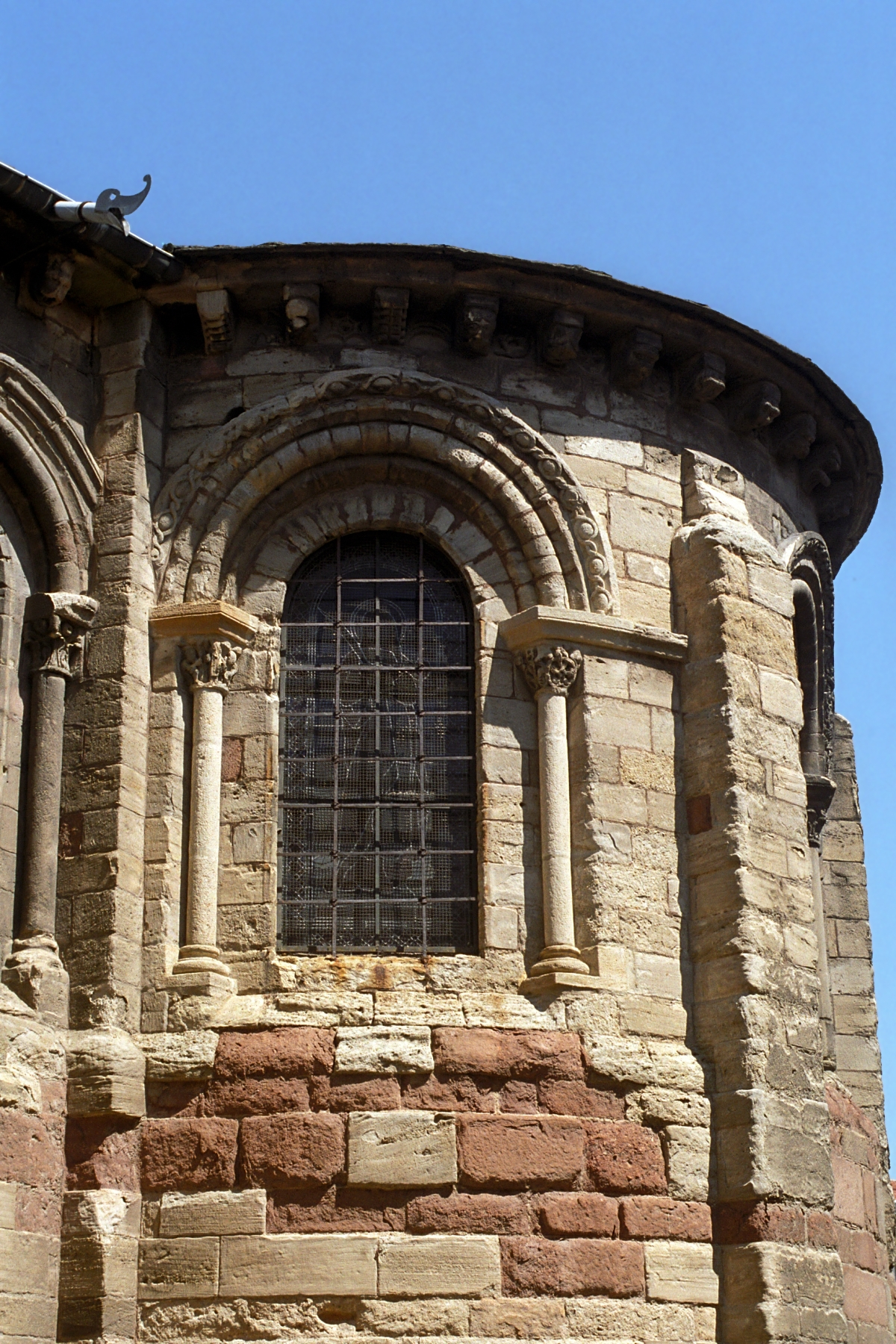
Capilla radiante
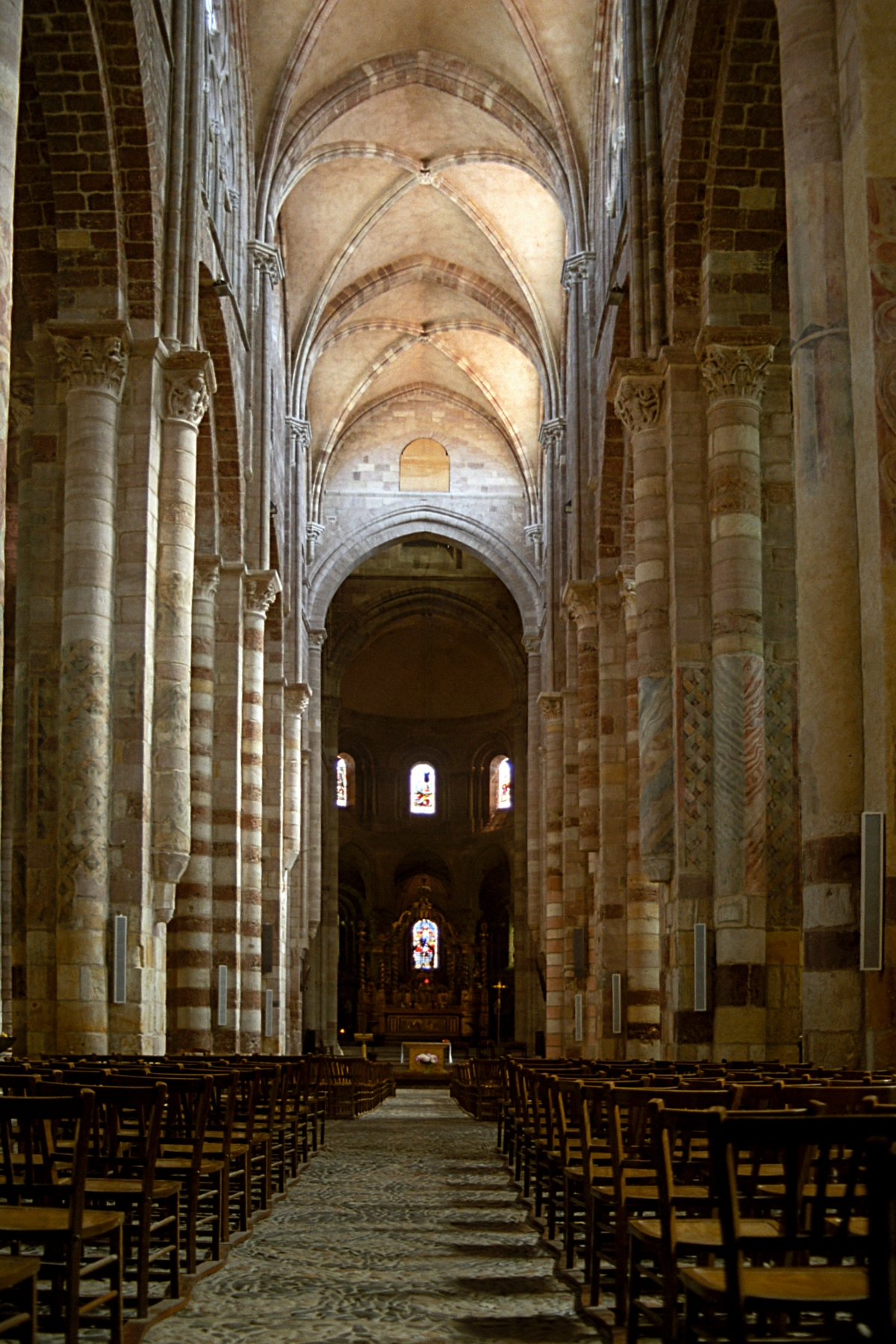
La nave

### Basílica Notre-Dame-des-Miracles de Mauriac
La basílica de Nuestra Señora de los Milagros de Mauriac es la mayor iglesia románica del  departamento de Cantal desde la destrucción de la abadía de Saint-Geraud de Aurillac. El macizo barlongo, la cabecera con deambulatorio, las capillas radiantes y los mosaicos de piedras policromas están ausentes. Tiene una cabecera tricoro clásica, que consiste en un ábside central y dos absidiolos que descansan sobre los travesaños del transepto.

Basílica Notre-Dame-des-Miracles
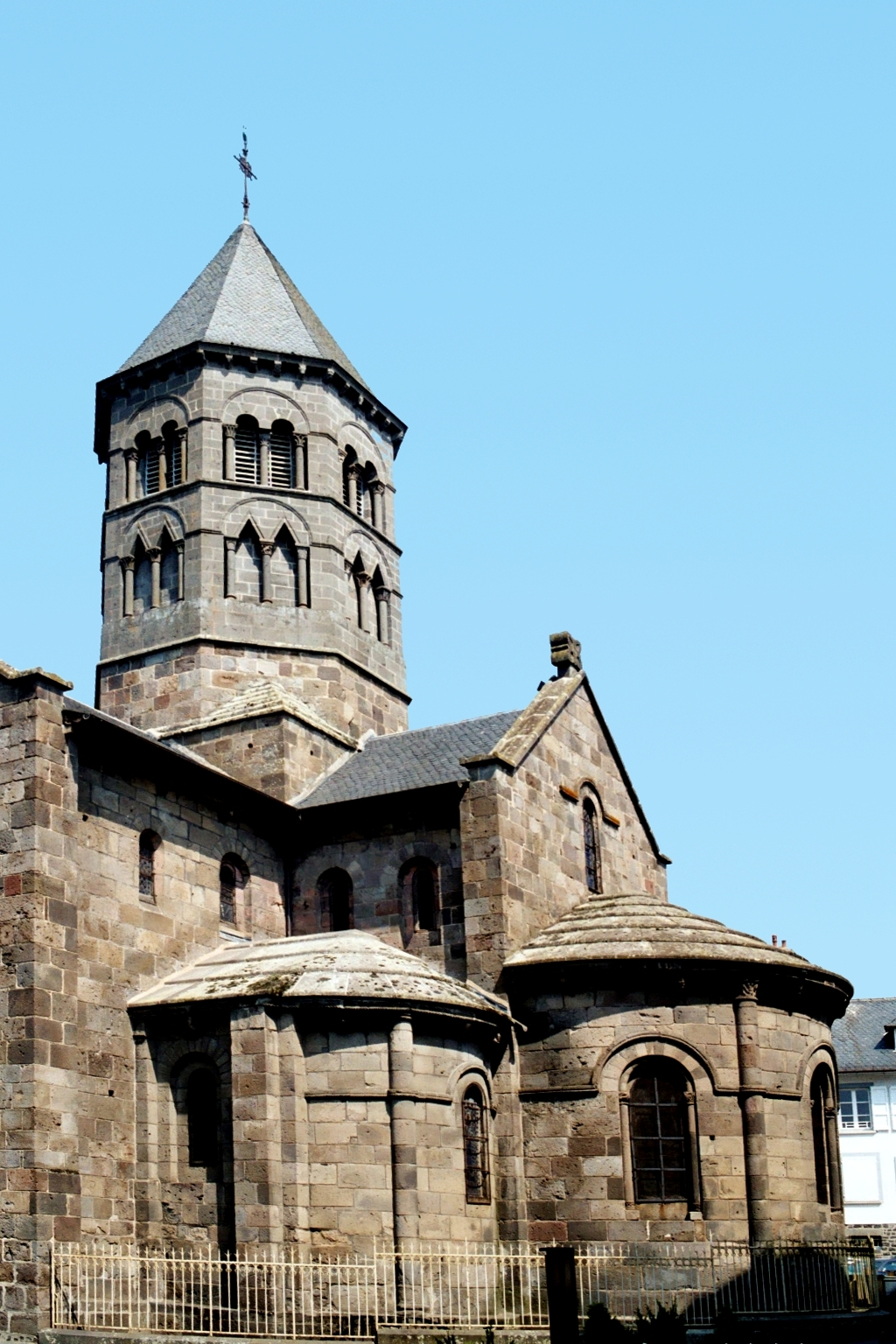
Cabecera tricoro y campanario octogonal
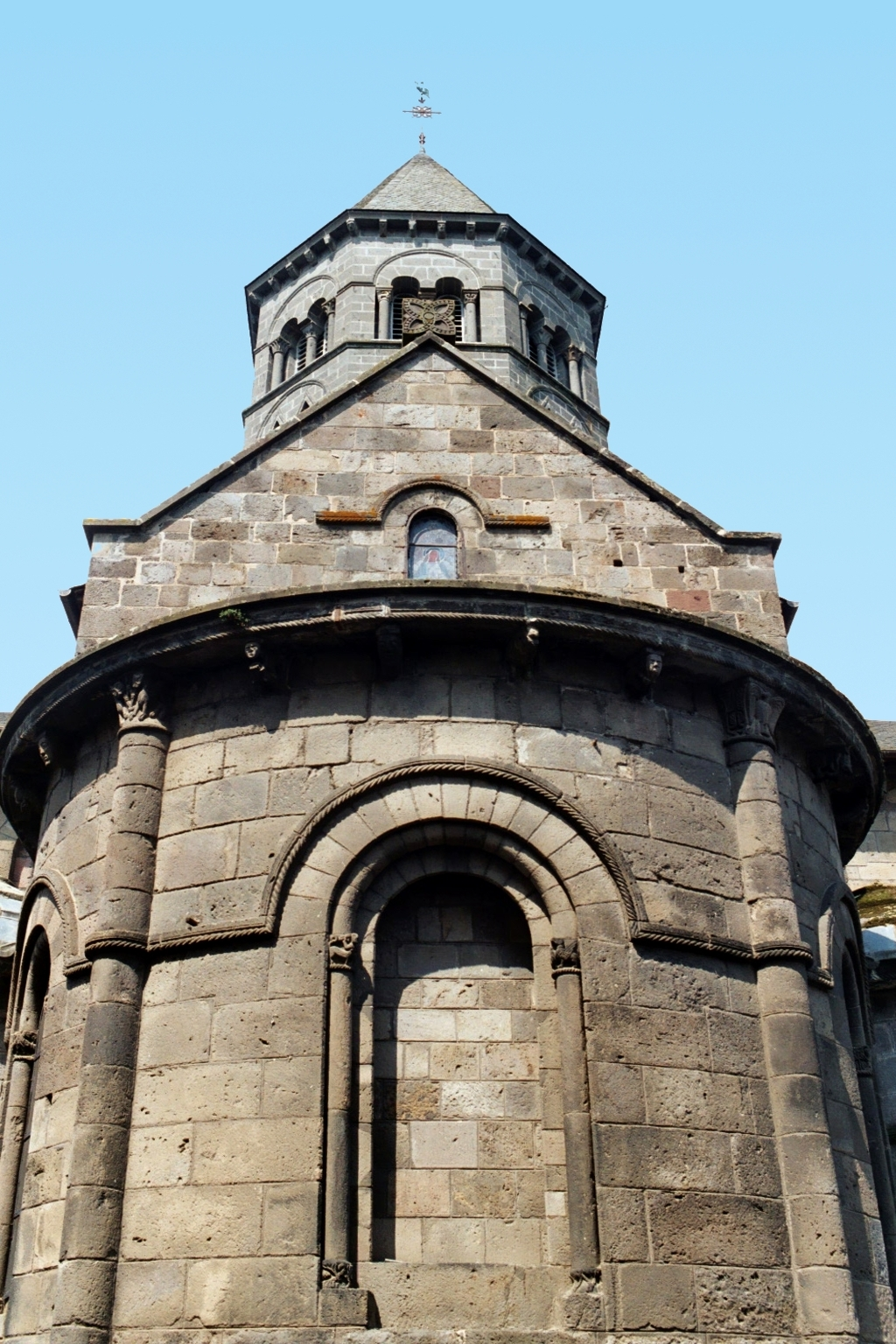
Perspectiva de la cabecera

## Vírgenes románicas auvernesas

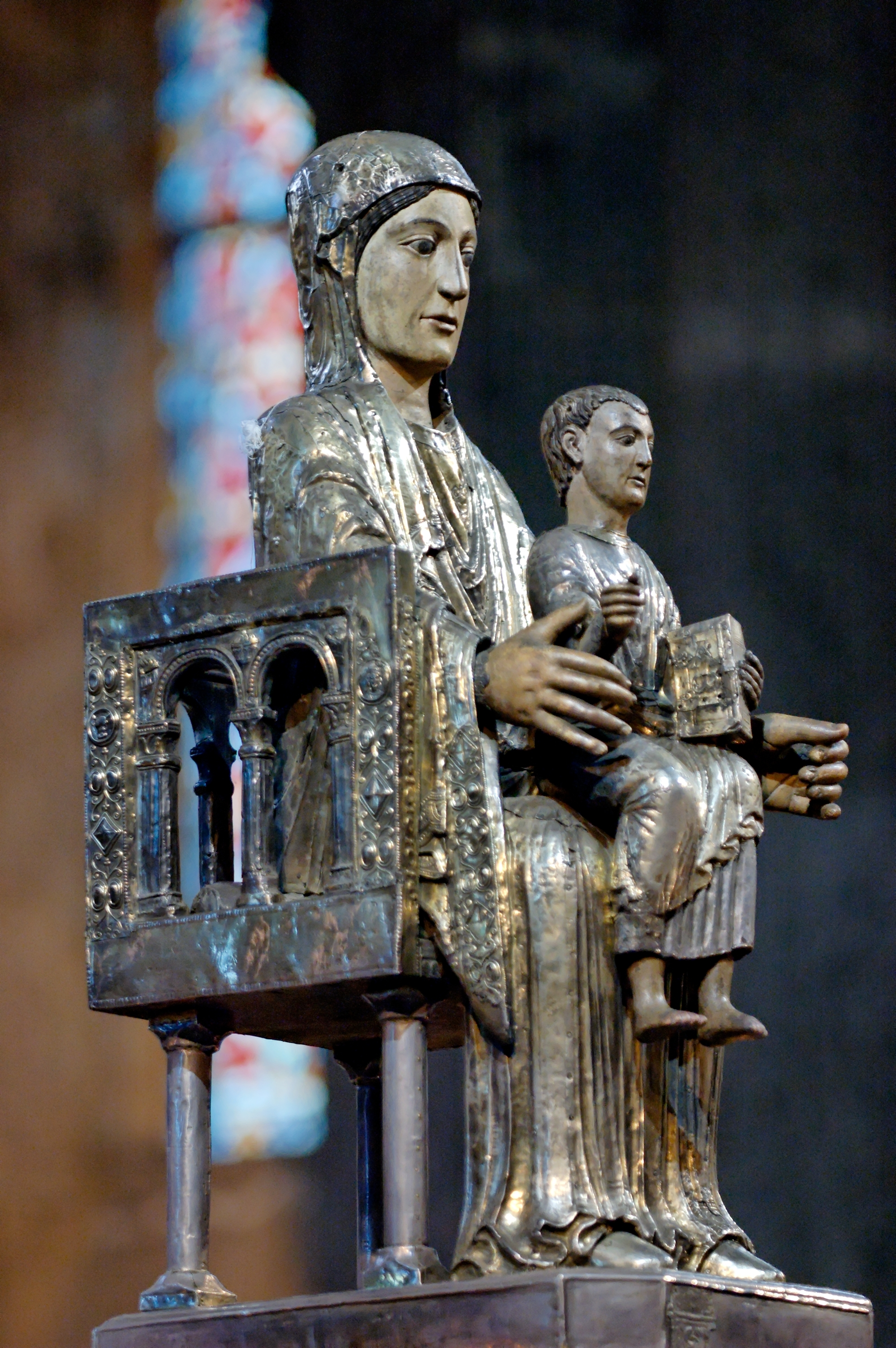
La Vierge d'Orcival

Auvernia tiene la mayoría de las vírgenes románicas de Francia. Estas vírgenes generalmente están hechas de madera policromada, pero a veces en plomo policromado. Las más destacadas son:
- Virgen de Chalus
- Notre-Dame de Chassignolles
- Virgen de Chauriat
- Virgen de Châteauneuf-les-Bains
- Notre-Dame de Colamine-sous-Vodable
- Notre-Dame de Entremont (Brioude)
- Virgen d'Heume l'Église
- Virgen de Marsat
- Virgen de Monistrol-d'Allier
- Virgen de Moussages
- Virgen de Orcival
- Virgen noire du Puy
- Notre-Dame de Roche-Charles
- Virgen de Sainte-Marie-des-Chazes
- Virgen de Saint-Gervazy
- Virgen de Saugues
- Virgen de Taxat
- Virgen de Vauclair
- Virgen de Vernols
- Virgen de Vergheas

## Lista de edificios románicos de Auvernia

### Artense
- Capilla Notre-Dame du Roc-Vignonnet (Antignac)
- Iglesia Notre-Dame de Champagnac
- Iglesia St-Victor de Chastel-Marlhac
- Iglesia Notre-Dame de Lanobre
- Iglesia Sainte-Croix de Saignes
- Capilla Notre-Dame du Château de Saignes
- Iglesia Saint-Ferréol de Salsignac
- Iglesia Saint-Martin de Sauvat
- Iglesia Notre-Dame de Tauves
- Iglesia Saint-Maurice-et-Saint-Louis de Vebret
- Iglesia Saint-Georges d'Ydes-Bourg

### Brivadois
- Iglesia Saint-Pierre de Arlet
- Capilla de Peyrusse de Aubazat
- Iglesia Saint-Laurent d'Auzon
- Iglesia Saint-Jean-Baptiste de Azérat
- Basílica Saint-Julien de Brioude
- Priorato de Chanteuges
- Iglesia N.-D.-de-l'Assomption de Chassignoles
- Capilla Sainte-Marie-des-Chazes
- Iglesia Saint-Mary de La Chomette
- Iglesia Sainte-Madeleine de Saint-Ilpize
- Abadía Saint-André de Lavaudieu
- Iglesia Saint-Pierre de Mazerat-Aurouze
- Abadía de Pébrac de Pébrac
- Iglesia Saint-Pierre de Prades

### Cézallier y Pays coupé alagnonais
- Iglesia Saint-Jean-Baptiste d'Allanche
- Iglesia Saint-Nicolas d'Auriac-l'Église
- Iglesia Saint-Pierre de Blesle
- Capilla Sainte-Madeleine de Chalet
- Iglesia Saint-Cirgues de Dienne
- Iglesia Saint-Austremoine d'Égliseneuve-d'Entraigues
- Iglesia Saint-Blaise de La Godivelle
- Iglesia Saint-Saturnin de Leyvaux
- Capilla Notre-Dame de Roche-Charles-la-Mayrand
- Priorato de Saint-Alyre-ès-Montagne
- Iglesia Saint-Cernin de Saint-Saturnin
- Iglesia Saint-Jean-Baptiste de Vernols
- Capilla de Vauclair

### Châtaigneraie y Carladez
- Abadía de Aurillac
- Iglesia N.-D.-de-l'Assomption de Jou-Sous-Monjou
- Iglesia Saint-Sulpice de Maurs
- Iglesia N.-D.-de-l'Assomption de Montsalvy
- Iglesia Saint-Étienne de St-Étienne-de-Carlat
- Iglesia Saint-Martin de Saint-Martin-Cantalès
- Iglesia Saint-Sigismond de Saint-Simon

### Combrailles
- Abadía Notre-Dame de Bellaigue
- Iglesia Saint-Pierre de Biollet
- Iglesia Notre-Dame de Comps
- Iglesia Saint-Ménélée de Menat
- Iglesia Saint-Bonnet de Miremont
- Iglesia Saint-Léger de Montfermy
- Iglesia N.-D.-de-l'Assomption de Vergheas

### Gran Limaña
- Collégiale Saint-Cerneuf de Billom
- Iglesia Saint-Jean de Glaine-Montaigut
- Iglesia Saint-Limin de Thuret
- Iglesia Saint-Martin d'Artonne
- Iglesia Saint-Rustique d'Aulnat
- Iglesia Saint-Domnin de Barnazat
- Iglesia Saint-Pierre de Beaumont
- Collégiale Saint-Cerneuf de Billom
- Iglesia Saint-Barthélemy de Bort-L'Étang
- Iglesia Église Saint-Vital-et-Saint-Agricol de Bulhon
- Iglesia Saint-Saturnin de Cellule
- Iglesia Saint-Julien de Chauriat
- Basílica Notre-Dame-du-Port
- Priorato granmontano de Chavanon de Combronde
- Iglesia Saint-Martin de Cournon-d'Auvergne
- Iglesia Saint-Vozy de Culhat
- Collégiale Saint-Victor et Sainte-Couronne d'Ennezat
- Iglesia Saint-Julien d'Espirat
- Iglesia Saint-Jean de Glaine-Montaigut
- Iglesia de San Austremonio de Issoire
- Iglesia Saint-Julien de Jussat
- Iglesia Saint-Nicolas de Laschamps
- Iglesia Saint-Étienne de Luzillat
- Iglesia Notre-Dame de Maringues
- Iglesia Notre-Dame de Marsat
- Iglesia Saint-Pierre-aux-Liens de Moissat-Bas
- Iglesia Saint-Bonnet de Montpensier
- Abadía de Mozac
- Iglesia Saint-Symphorien de Neuville
- Iglesia Sainte-Martine de Pont-du-Château
- Iglesia Saint-Amable de Riom
- Iglesia Sainte-Agathe de Ris
- Iglesia Saint-Léger de Royat
- Iglesia Saint-Domnin de Saint-Denis-Combarnazat
- Iglesia Saint-Genes de Saint-Genes-du-Retz
- Iglesia Saint-Hilaire de Saint-Hilaire-la-Croix
- Iglesia Saint-Martin de Saint-Ignat
- Iglesia Saint-Médulphe de Saint-Myon
- Iglesia Saint-Quintin de Saint-Quintin-sur-Sioule
- Iglesia Saint-Limin de Thuret
- Iglesia Saint-Priest de Volvic

### Limaña de Issoire, condado de Auvernia y Lambronnais
- Iglesia Saint-Julien de Bansat
- Iglesia Notre-Dame de Mailhat (Lamontgie)
- Iglesia Saint-Sébastien de Manglieu
- Iglesia Saint-Nicolas de Nonette
- Iglesia Sainte-Madeleine d'Orsonnette
- Iglesia Saint-Pierre de Plauzat
- Iglesia Saint-Baudime de Ronzières
- Iglesia de Notre-Dame de Saint-Saturnin
- Iglesia Saint-Martin d'Yronde

### Limaña borbonés y Montaña borbonés
- Iglesia Saint-Léger d'Artone
- Iglesia monolithe d'Aubeterre-sur-Dronne
- Iglesia Saint-André de Barberier
- Iglesia Saint-Symphorien de Biozat
- Abadía Saint-Vincent de Chantelle
- Iglesia Saint-Laurent de Châtel-de-Neuvre
- Iglesia Notre-Dame de Châtel-Montagne
- Iglesia Saint-Pierre de Châtelperron
- Iglesia Sainte-Radegonde de Cognat-Lyonne
- Iglesia Saint-Nicolas de Droiturier
- Iglesia Saint-Léger d'Ébreuil
- Iglesia Saint-Cyr-et-Sainte-Julitte d'Escurolles
- Iglesia Saint-Étienne de Gannat
- Iglesia Sainte-Croix de Gannat
- Iglesia Saint-Martin de Jenzat
- Iglesia Saint-Sulpice de Langy
- Iglesia Saint-Vincent-de-Paul de Magnet
- Iglesia Saint-Martin de Meillard
- Iglesia Église Saint-Étienne de Saint-Étienne-de-Vicq
- Iglesia Saint-Julien de Saint-Gérand-le-Puy
- Iglesia Notre-Dame de Saint-Germain-des-Fossés
- Iglesia Saint-Mayeul-et-Saint-Pont de Saint-Pont
- Iglesia Saint-Julien de Saulcet
- Iglesia Saint-Martin de Senat
- Iglesia Saint-Martial de Seuillet
- Priorato Saint-Pierre-et-Saint-Paul de Souvigny
- Iglesia Saint-Marc de Souvigny
- Iglesia Saint-André de Taxat
- Iglesia Sainte-Croix de Veauce
- Iglesia Saint-Maurice de Vicq

### Livradois
- Iglesia Saint-Pierre d'Arlanc
- Iglesia Sainte-Marguerite de Beurières
- Iglesia Saint-Martin de Brousse
- Iglesia Saint-Sébastien de Champdieu
- Iglesia Saint-Martin de Courpière
- Iglesia Saint-Martin de Cunlhat
- Iglesia Saint-Barthélémy de Doranges
- Iglesia Saint-Blaise de Dore-l'Église
- Iglesia Notre-Dame d'Égliseneuve-des-Liards
- Iglesia Saint-Pierre-aux-liens de Fayet-le-Château
- Iglesia Saint-Pierre d'Isserteaux
- Iglesia Saint-Jean-Baptiste de Marsac-en-Livradois
- Iglesia Saint-Antoine du Monestier
- Iglesia Saint-Bonnet de Néronde-sur-Dore
- Iglesia Saint-Blaise de Saint-Bonnet-le-Bourg
- Iglesia Saint-Didier de Saint-Dier-d'Auvergne
- Iglesia Saint-Germain de Saint-Germain-l'Herm
- Iglesia de Saint-Sauveur-la-Sagne
- Abadía del Moutier de Thiers
- Iglesia Saint-Genès de Thiers

### Montes Dore
- Iglesia Saint-André de Besse-et-Saint-Anastaise
- Iglesia Saint-Fargeon de Bourg-Lastic
- Capilla funeraria de Chambon-sur-Lac
- Iglesia Notre-Dame d'Herment
- Capilla rupestre des Grottes de Jonas
- Iglesia Notre-Dame de Labessette
- Basílica Notre-Dame d'Orcival
- Capilla du château de Saint-Diéry
- Iglesia Saint-Donat de St-Donat
- Iglesia de Saint-Nectaire
- Iglesia Saint-Victor de Saint-Victor-la-Rivière

### Planèze, Aubrac y Margeride
- Iglesia Saint-Cirgues d'Andelat
- Iglesia d'Anterrieux
- Iglesia Notre-Dame-des-Pauvres (Aubrac)
- Iglesia Saint-Pierre de Bredons
- Iglesia Saint-Amand de Cussac
- Iglesia Sainte-Madeleine de Mentières
- Iglesia Saint-Gal de Roffiac
- Iglesia Saint-Michel de Saint-Urcize

### Velay
- Iglesia de Saint-Hilaire (Haute-Loire)
- Iglesia Saint-Georges de Saint-Paulien
- Iglesia Saint-Victor de Saint-Victor-sur-Arlanc
- Iglesia Saint-Martin de Polignac
- Iglesia Saint-Jean-Baptiste de Retournac